# Оппенгеймер, Роберт
Джу́лиус Ро́берт О́ппенге́ймер (англ. Julius Robert Oppenheimer; 22 апреля 1904, Нью-Йорк, США — 18 февраля 1967, Принстон, штат Нью-Джерси, США) — американский физик-теоретик и физик-ядерщик, широко известен как научный руководитель Манхэттенского проекта, в рамках которого в годы Второй мировой войны разрабатывались первые образцы ядерного оружия; из-за этого Оппенгеймера, наряду со Станиславом Уламом и Эдвардом Теллером часто называют «отцом атомной бомбы».
Атомная бомба была впервые испытана в Нью-Мексико в июле 1945 года; позже Оппенгеймер вспоминал, что в тот момент ему пришли в голову слова из Бхагавадгиты: «Я стал смертью, разрушителем миров».
После Второй мировой войны он стал руководителем Института перспективных исследований в Принстоне. Он также стал главным советником в новообразованной Комиссии США по атомной энергии и, используя своё положение, выступал в поддержку международного контроля над ядерной энергией с целью предотвращения распространения атомного оружия и ядерной гонки. Эта антивоенная позиция и его контакты с коммунистическими организациями в 1940-е годы вызвали гнев ряда политических деятелей во время второй волны «Красной угрозы». В итоге, после широко известного политизированного слушания в 1954 году, он был лишён допуска к секретной работе. Не имея с тех пор прямого политического влияния, он продолжал читать лекции, писать труды и работать в области физики. Девять лет спустя президент Джон Кеннеди наградил учёного премией Энрико Ферми в знак политической реабилитации; награда была вручена уже после смерти Кеннеди Линдоном Джонсоном.
Наиболее значительные достижения Оппенгеймера в физике включают: приближение Борна — Оппенгеймера для молекулярных волновых функций, работы по теории электронов и позитронов, процесс Оппенгеймера — Филлипс в ядерном синтезе и первое предсказание квантового туннелирования. Вместе со своими учениками он внёс важный вклад в современную теорию нейтронных звёзд и чёрных дыр, а также в решение отдельных проблем квантовой механики, квантовой теории поля и физики космических лучей. Оппенгеймер был учителем и пропагандистом науки, отцом-основателем американской школы теоретической физики, получившей мировую известность в 1930-х годах. Член Национальной академии наук США (с 1941).

## Биография

### Детство и юность
Дж. Роберт Оппенгеймер родился в Нью-Йорке 22 апреля 1904 года в семье еврейских эмигрантов из Германии. Его отец, состоятельный импортёр тканей Джулиус Зелигман Оппенгеймер (1871—1937), эмигрировал в США из Ханау (Германия) в 1888 году. Семья матери — получившей образование в Париже художницы Эллы Оппенгеймер (урождённой Фридман, 1869—1931) — также эмигрировала в США из Германии в 1840-х годах. У Роберта был младший брат, Фрэнк, который тоже стал физиком.
В 1912 году Оппенгеймеры переехали в Манхэттен, в квартиру на одиннадцатом этаже дома 155 на Риверсайд-драйв, рядом с 88-й Западной улицей. Этот район известен своими роскошными особняками и таунхаусами. Семейная коллекция картин включала оригиналы Пабло Пикассо и Жана Вюйара и по крайней мере три оригинала Винсента ван Гога.
Оппенгеймер некоторое время учился в подготовительной школе Алкуина, затем, в 1911 году, он поступил в Школу Общества этической культуры. Она была основана Феликсом Адлером для поощрения воспитания, пропагандируемого Движением этической культуры, чьим лозунгом было «деяние прежде веры» (англ. Deed before Creed). Отец Роберта был членом этого общества на протяжении многих лет, входил в совет его попечителей с 1907 по 1915 год. Оппенгеймер был разносторонним учеником, интересовался английской и французской литературой и особенно минералогией. Он закончил программу третьего и четвёртого классов за один год и за полгода закончил восьмой класс и перешёл в девятый, в последнем же классе он увлёкся химией. Роберт поступил в Гарвардский колледж годом позже, когда ему было уже 18 лет, поскольку пережил приступ язвенного колита, когда занимался поиском минералов в Яхимове во время семейного отдыха в Европе. Для лечения он отправился в Нью-Мексико, где был очарован верховой ездой и природой юго-запада США.
В дополнение к профилирующим дисциплинам студенты должны были изучать историю, литературу и философию или математику. Оппенгеймер компенсировал свой «поздний старт», беря по шесть курсов за семестр, и был принят в студенческое почётное общество «Фи Бета Каппа». На первом курсе Оппенгеймеру было позволено проходить магистерскую программу по физике на основе независимого изучения; это означало, что он освобождался от начальных предметов и мог приниматься сразу за курсы повышенной сложности. Прослушав курс термодинамики, который читал Перси Бриджмен, Роберт серьёзно увлёкся экспериментальной физикой. Он окончил университет с отличием (лат. summa cum laude) всего через три года.

### Обучение в Европе

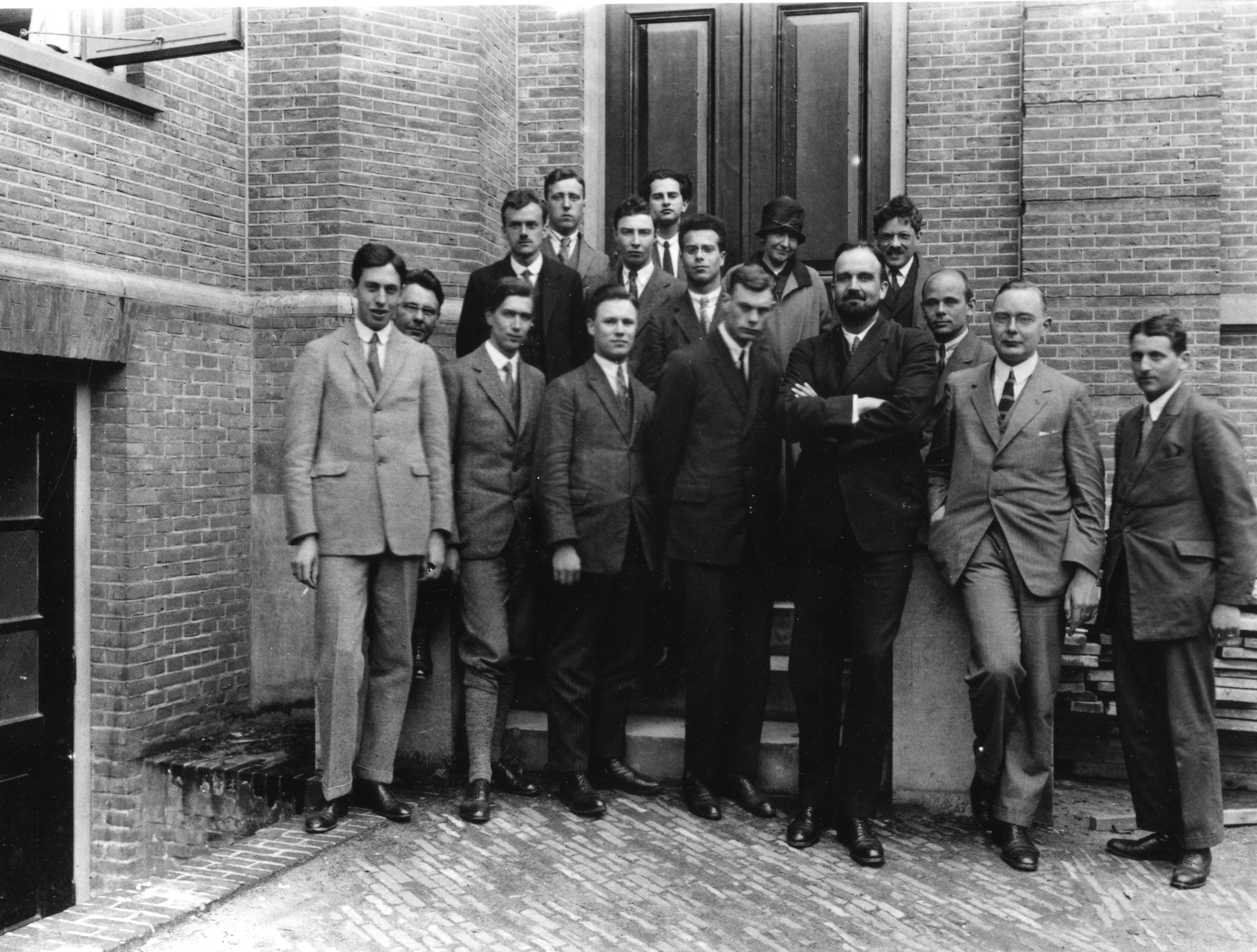
Лаборатория Хейке Камерлинг-Оннеса в Лейдене, Нидерланды, 1926 год. Оппенгеймер — во втором ряду, второй слева.

В 1924 году Оппенгеймер узнал, что его приняли в Колледж Христа в Кембридже. Он написал письмо Эрнесту Резерфорду с просьбой разрешить поработать в Кавендишской лаборатории. Бриджмен дал своему студенту рекомендацию, отметив его способности к обучению и аналитический ум, однако в заключение отметил, что Оппенгеймер не склонен к экспериментальной физике. Резерфорд не был впечатлён, тем не менее Оппенгеймер поехал в Кембридж в надежде получить другое предложение. В итоге его принял к себе Дж. Дж. Томсон при условии, что молодой человек закончит базовый лабораторный курс. С руководителем группы Патриком Блэкеттом, который был всего на несколько лет его старше, у Оппенгеймера сложились неприязненные отношения. Однажды он смочил яблоко в ядовитой жидкости и положил Блэкетту на стол; Блэкетт не съел яблоко, но Оппенгеймеру назначили пробацию (испытательный срок) и велели поехать в Лондон для прохождения серии приёмов у психиатра.
Многие друзья отмечали у Оппенгеймера — высокого и худого человека, заядлого курильщика, часто даже забывавшего поесть в периоды интенсивных размышлений и полной концентрации, — склонность к саморазрушительному поведению. Много раз в его жизни бывали периоды, на протяжении которых его меланхоличность и ненадёжность вызывали у коллег и знакомых учёного беспокойство. Тревожный случай произошёл во время его отпуска, который он взял, чтобы встретиться со своим другом Фрэнсисом Фергюсоном (Francis Fergusson) в Париже. Рассказывая Фергюсону о своей неудовлетворённости экспериментальной физикой, Оппенгеймер внезапно вскочил со стула и стал душить его. Хотя Фергюсон легко парировал атаку, этот случай убедил его в наличии серьёзных психологических проблем у своего друга. На всём протяжении жизни Оппенгеймер испытывал периоды депрессии. «Физика мне нужна больше, чем друзья», — сказал он однажды своему брату.
В 1926 году Оппенгеймер ушёл из Кембриджа, чтобы учиться в Гёттингенском университете под руководством Макса Борна. В то время Гёттинген был одним из ведущих центров теоретической физики в мире. Оппенгеймер приобрёл там друзей, которые впоследствии добились большого успеха: Вернера Гейзенберга, Паскуаля Йордана, Вольфганга Паули, Поля Дирака, Энрико Ферми, Эдварда Теллера и других. Оппенгеймер был также известен своей привычкой «увлекаться» во время дискуссий; порой он прерывал каждого выступающего на семинаре. Это настолько раздражало остальных учеников Борна, что однажды Мария Гёпперт представила научному руководителю петицию, подписанную ею самой и почти всеми остальными участниками семинара, с угрозой устроить бойкот занятиям, если Борн не заставит Оппенгеймера успокоиться. Борн положил её на своём столе так, чтобы Оппенгеймер смог её прочитать, — и это принесло ожидаемый результат без каких-либо слов.
Роберт Оппенгеймер защитил диссертацию на степень доктора философии в марте 1927 года, в возрасте 23 лет, под научным руководством Борна. По окончании устного экзамена, состоявшегося 11 мая, Джеймс Франк, председательствующий профессор, как сообщают, сказал: «Я рад, что это закончилось. Он едва сам не начал задавать мне вопросы».

### Начало профессиональной деятельности
В сентябре 1927 года Оппенгеймер подал заявку и получил от Национального научно-исследовательского совета стипендию на проведение работ в Калифорнийском технологическом институте («Калтехе»). Однако Бриджмен также хотел, чтобы Оппенгеймер работал в Гарварде, и в качестве компромисса тот разделил свой учебный 1927/28 год так, что в Гарварде он работал в 1927, а в Калтехе — в 1928 году. В Калтехе Оппенгеймер близко сошёлся с Лайнусом Полингом; они планировали организовать совместное «наступление» на природу химической связи, область, в которой Полинг был пионером; очевидно, Оппенгеймер занялся бы математической частью, а Полинг интерпретировал бы результаты. Однако эта затея (а заодно и их дружба) была пресечена в зародыше, когда Полинг начал подозревать, что отношения Оппенгеймера с его женой, Авой Хелен, становятся слишком близкими. Однажды, когда Полинг был на работе, Оппенгеймер пришёл к ним в дом и внезапно предложил Аве Хелен встретиться с ним в Мексике. Она категорично отказалась и рассказала об этом инциденте своему мужу. Этот случай, а также то, с каким видимым безразличием его жена рассказала об этом, насторожили Полинга, и он немедленно разорвал свои отношения с физиком. Оппенгеймер впоследствии предлагал Полингу стать главой Химического подразделения (Chemistry Division) Манхэттенского проекта, но тот отказался, заявив, что он пацифист.
Осенью 1928 года Оппенгеймер посетил Институт Пауля Эренфеста в Лейденском университете в Нидерландах, где потряс присутствовавших тем, что читал лекции на нидерландском, хотя имел малый опыт общения на этом языке. Там ему дали прозвище «Опье» (нидерл. Opje), которое позже его ученики переделали на английский манер в «Оппи» (англ. Oppie). После Лейдена он отправился в Швейцарскую высшую техническую школу в Цюрихе, чтобы поработать с Вольфгангом Паули над проблемами квантовой механики и, в частности, описания непрерывного спектра. Оппенгеймер глубоко уважал и любил Паули, который, возможно, оказал сильное влияние на собственный стиль учёного и его критический подход к задачам.

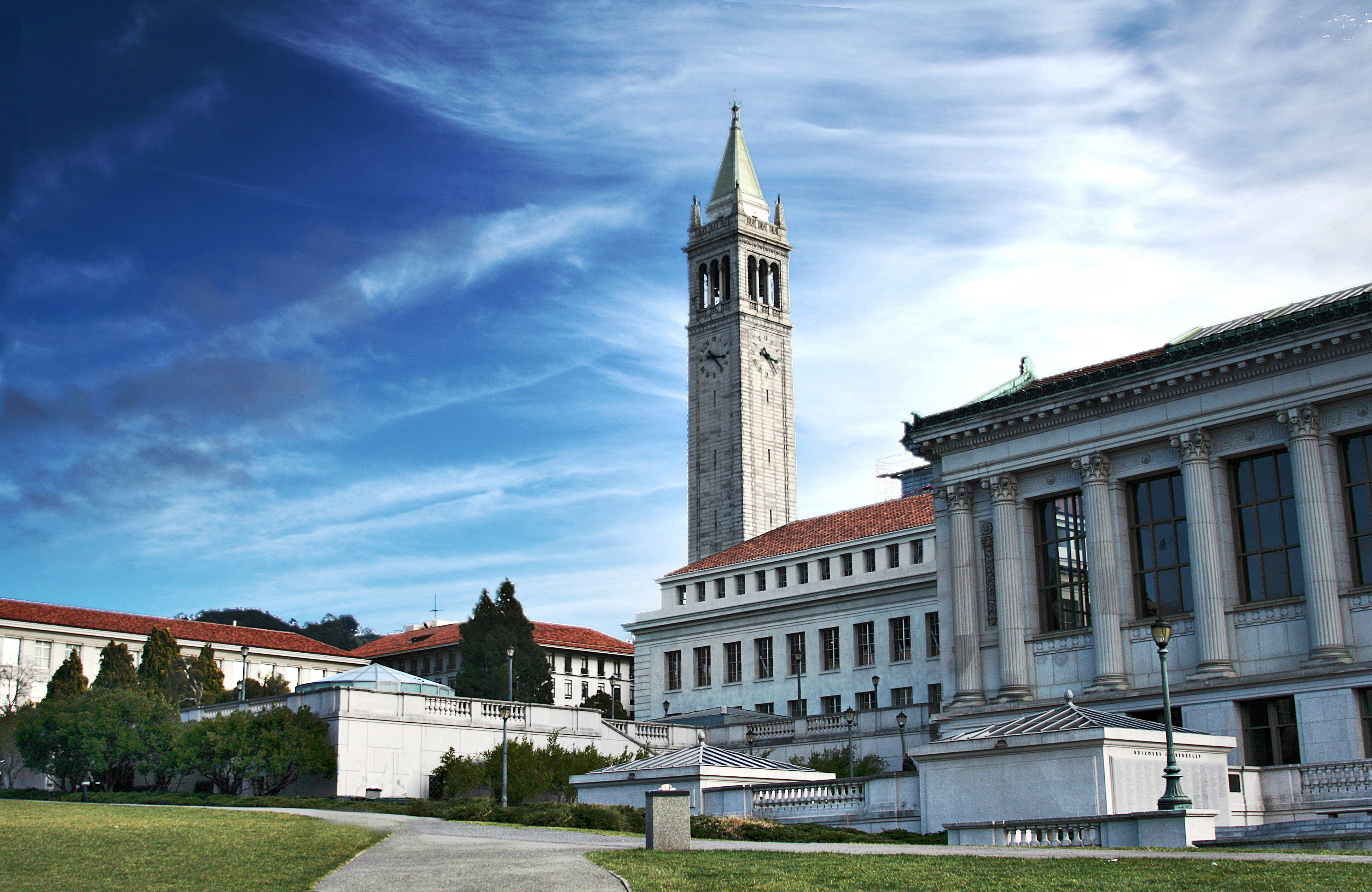
Калифорнийский университет в Беркли, где Оппенгеймер преподавал в 1929—1943 годах.

По возвращении в США Оппенгеймер принял приглашение занять должность адъюнкт-профессора в Калифорнийском университете в Беркли, куда его пригласил Раймонд Тайер Бирдж, который настолько хотел, чтобы Оппенгеймер трудился у него, что позволил ему параллельно работать в Калтехе. Но не успел Оппенгеймер вступить в должность, как у него была обнаружена лёгкая форма туберкулёза; из-за этого он с братом Фрэнком провёл несколько недель на ранчо в Нью-Мексико, которое он брал в аренду, а впоследствии купил. Когда он узнал, что это место доступно для аренды, он воскликнул: Hot dog! (с англ. — «Вот это да!», дословно «Горячая собака») — и позднее названием ранчо стало Perro Caliente, что является дословным переводом hot dog на испанский. Позднее Оппенгеймер любил говорить, что «физика и страна пустынь» были его «двумя большими страстями». Он излечился от туберкулёза и возвратился в Беркли, где преуспел как научный руководитель для целого поколения молодых физиков, которые восхищались им за интеллектуальную утончённость и широкие интересы. Студенты и коллеги вспоминали, что он был завораживающим, даже гипнотическим в личной беседе, но зачастую безразличным на публике. Те, кто с ним общался, делились на два лагеря: одни считали его отчуждённым и выразительным гением и эстетом, другие видели в нём вычурного и тревожного позёра. Его студенты почти всегда относились к первой категории и перенимали привычки «Оппи», начиная от его походки и заканчивая манерой говорить. Ханс Бете позже говорил о нём:

Возможно, наиболее важной составляющей, которую Оппенгеймер привнёс в своё преподавание, был его тонкий вкус. Он всегда знал, какие задачи являются важными, что показывает его выбор тем. Он по-настоящему жил этими задачами, стараясь изо всех сил найти решение, и заражал интересом всю группу. В лучшую пору в его группе было восемь или десять аспирантов и около шести постдоков. Он встречался с группой раз в день в своём кабинете, и они один за другим рассказывали ему о ходе своих исследований. Его интересовало всё, и в один и тот же день они могли обсуждать и квантовую электродинамику, и космические лучи, и рождение электронных пар, и ядерную физику.
Оригинальный текст (англ.)Probably the most important ingredient he brought to his teaching was his exquisite taste. He always knew what were the important problems, as shown by his choice of subjects. He truly lived with those problems, struggling for a solution, and he communicated his concern to the group. In its heyday, there were about eight or ten graduate students in his group and about six Post-doctoral Fellows. He met this group once a day in his office, and discussed with one after another the status of the student’s research problem. He was interested in everything, and in one afternoon they might discuss quantum electrodynamics, cosmic rays, electron pair production and nuclear physics.

Оппенгеймер тесно сотрудничал с нобелевским лауреатом физиком-экспериментатором Эрнестом Лоуренсом и его коллегами-разработчиками циклотрона, помогая им интерпретировать данные, полученные с помощью приборов Радиационной лаборатории Лоуренса. В 1936 году Университет в Беркли предоставил учёному должность профессора с зарплатой 3300 долларов в год. Взамен его попросили прекратить преподавание в Калифорнийском технологическом. В итоге стороны сошлись на том, что Оппенгеймер освобождался от работы на 6 недель каждый год, — этого было достаточно для проведения занятий в течение одного триместра в Калтехе.

### Научная работа
Научные исследования Оппенгеймера относятся к теоретической астрофизике, тесно связанной с общей теорией относительности и теорией атомного ядра, ядерной физике, теоретической спектроскопии, квантовой теории поля, в том числе к квантовой электродинамике. Его привлекала формальная строгость релятивистской квантовой механики, хотя он и сомневался в её правильности. В его работах были предсказаны некоторые более поздние открытия, в том числе обнаружение нейтрона, мезона и нейтронных звёзд.

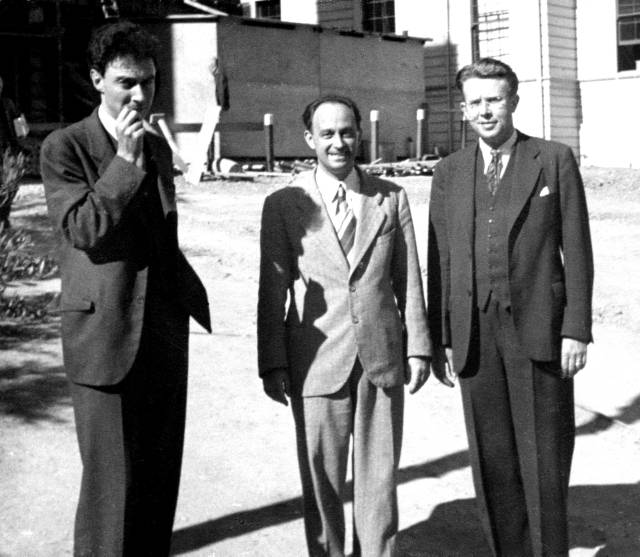
Оппенгеймер, Энрико Ферми и Эрнест Лоуренс.

За время пребывания в Гёттингене Оппенгеймер опубликовал более десятка научных статей, в том числе много важных работ по недавно разработанной квантовой механике. В соавторстве с Борном была опубликована знаменитая статья «О квантовом движении молекул», содержащая так называемое приближение Борна — Оппенгеймера, которое позволяет разделить ядерное и электронное движение в рамках квантовомеханического описания молекулы. Это позволяет пренебречь движением ядер при поиске электронных уровней энергии и, таким образом, значительно упростить вычисления. Эта работа остаётся самой цитируемой статьёй Оппенгеймера.
В конце 1920-х годов основной интерес для Оппенгеймера представляла теория непрерывного спектра, в рамках которой он разработал метод, позволяющий вычислять вероятности квантовых переходов. В своей диссертации в Гёттингене он рассчитал параметры фотоэлектрического эффекта для водорода под действием рентгеновского излучения, получив коэффициент затухания на границе поглощения для электронов K-оболочки (на «K-границе»). Его расчёты оказались правильными для измеренных рентгеновских спектров поглощения, но не согласовались с коэффициентом непрозрачности водорода на Солнце. Годы спустя было обнаружено, что Солнце по большей части состоит из водорода (а не тяжёлых элементов, как тогда считалось) и что вычисления молодого учёного были на самом деле верны. В 1928 году Оппенгеймер выполнил работу, в которой было дано объяснение явления автоионизации при помощи нового эффекта квантового туннелирования, а также написал несколько статей по теории атомных столкновений. В 1931 году совместно с Паулем Эренфестом он доказал теорему, согласно которой ядра, состоящие из нечётного числа частиц-фермионов, должны подчиняться статистике Ферми — Дирака, а из чётного — статистике Бозе — Эйнштейна. Это утверждение, известное как теорема Эренфеста — Оппенгеймера, позволило показать недостаточность протонно-электронной гипотезы строения атомного ядра.
Оппенгеймер внёс существенный вклад в теорию ливней космического излучения и других высокоэнергетических явлений, использовав для их описания существовавший тогда формализм квантовой электродинамики, который был разработан в пионерских работах Поля Дирака, Вернера Гейзенберга и Вольфганга Паули. Он показал, что в рамках этой теории уже во втором порядке теории возмущений наблюдаются квадратичные расходимости интегралов, соответствующих собственной энергии электрона. Эта трудность была преодолена только в конце 1940-х годов, когда была развита процедура перенормировок. В 1931 году Оппенгеймер в соавторстве со своим студентом Харви Холлом (Harvey Hall) написал статью «Релятивистская теория фотоэлектрического эффекта», в которой, основываясь на эмпирических доказательствах, они (правильно) ставили под сомнение следствие уравнения Дирака, состоящее в том, что два энергетических уровня атома водорода, различающиеся лишь значением орбитального квантового числа, обладают одинаковой энергией. Позднее один из аспирантов Оппенгеймера, Уиллис Лэмб, доказал, что это различие энергии уровней, получившее название лэмбовского сдвига, действительно имеет место, за что и получил Нобелевскую премию по физике в 1955 году.
В 1930 году Оппенгеймер написал статью, которая, по существу, предсказывала существование позитрона. Эта идея была основана на работе Поля Дирака 1928 года, в которой предполагалось, что электроны могут иметь положительный заряд, но при этом отрицательную энергию. Для объяснения эффекта Зеемана в этой статье было получено так называемое уравнение Дирака, объединявшее квантовую механику, специальную теорию относительности и новое тогда понятие спина электрона. Оппенгеймер, пользуясь надёжными экспериментальными свидетельствами, отвергал первоначальное предположение Дирака о том, что положительно заряженные электроны могли быть протонами. Из соображений симметрии он утверждал, что эти частицы должны иметь ту же массу, что и электроны, в то время как протоны гораздо тяжелее. Кроме того, согласно его расчётам, если бы положительно заряженные электроны являлись протонами, наблюдаемое вещество должно было бы аннигилировать в течение очень короткого промежутка времени (менее наносекунды). Аргументы Оппенгеймера, а также Германа Вейля и Игоря Тамма заставили Дирака отказаться от отождествления положительных электронов и протонов и явным образом постулировать существование новой частицы, которую он назвал антиэлектроном. В 1932 году эта частица, называемая обычно позитроном, была обнаружена в космических лучах Карлом Андерсоном, который был награждён за это открытие Нобелевской премией по физике за 1936 год.
После открытия позитрона Оппенгеймер совместно с учениками Мильтоном Плессетом и Лео Недельским (Leo Nedelsky) провёл расчёты сечений рождения новых частиц при рассеянии энергичных гамма-квантов в поле атомного ядра. Позже он применил свои результаты, касающиеся рождения электрон-позитронных пар, к теории ливней космических лучей, которой уделял большое внимание и в последующие годы (в 1937 году вместе с Франклином Карлсоном им была разработана каскадная теория ливней). В 1934 году Оппенгеймер вместе с Уэнделлом Фёрри обобщил дираковскую теорию электрона, включив в неё позитроны и получив в качестве одного из следствий эффект поляризации вакуума (аналогичные идеи высказывали одновременно и другие учёные). Впрочем, эта теория также была не свободна от расходимостей, что порождало скептическое отношение Оппенгеймера к будущему квантовой электродинамики. В 1937 году, после открытия мезонов, Оппенгеймер предположил, что новая частица тождественна предложенной за несколько лет до того Хидэки Юкавой, и вместе с учениками рассчитал некоторые её свойства.
Со своим первым аспирантом — точнее, аспиранткой, Мельбой Филлипс — Оппенгеймер работал над расчётом искусственной радиоактивности элементов, подвергаемых бомбардировке дейтронами. Ранее при облучении ядер атомов дейтронами Эрнест Лоуренс и Эдвин Макмиллан обнаружили, что результаты хорошо описываются вычислениями Георгия Гамова, но когда в эксперименте были задействованы более массивные ядра и частицы с более высокими энергиями, результат стал расходиться с теорией. Оппенгеймер и Филлипс разработали новую теорию для объяснения этих результатов в 1935 году. Она получила известность как процесс Оппенгеймера — Филлипс и используется до сих пор. Суть этого процесса состоит в том, что дейтрон при столкновении с тяжёлым ядром распадается на протон и нейтрон, причём одна из этих частиц оказывается захваченной ядром, тогда как другая покидает его. К другим результатам Оппенгеймера в области ядерной физики относятся расчёты плотности энергетических уровней ядер, ядерного фотоэффекта, свойств ядерных резонансов, объяснение рождения электронных пар при облучении фтора протонами, развитие мезонной теории ядерных сил и некоторые другие.

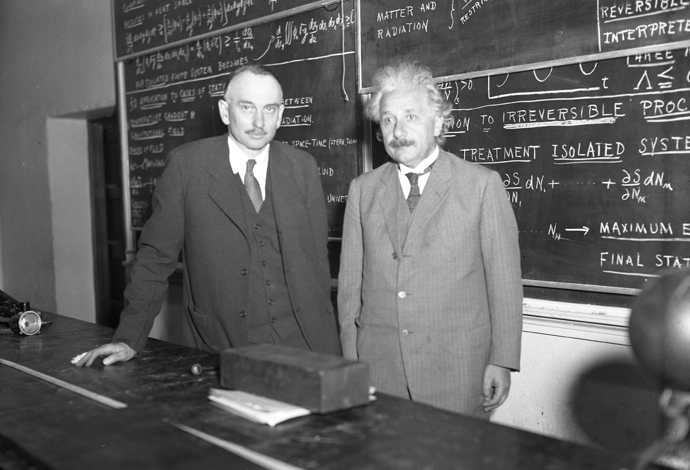
Ричард Толмен (слева) и Альберт Эйнштейн (справа). Калифорнийский технологический институт, 1932 год. Толмен был близким другом Роберта, а с Эйнштейном судьба не раз сведёт Оппенгеймера в будущем.

В конце 1930-х годов Оппенгеймер, вероятно под влиянием своего друга Ричарда Толмена, заинтересовался астрофизикой, что вылилось в серию статей. В первой из них, написанной в соавторстве с Робертом Сербером в 1938 году и озаглавленной «Об устойчивости нейтронных сердцевин звёзд», Оппенгеймер исследовал свойства белых карликов, получив оценку минимальной массы нейтронной сердцевины такой звезды с учётом обменных взаимодействий между нейтронами. За ней последовала другая статья, «О массивных нейтронных сердцевинах», написанная в соавторстве с его учеником Джорджем Волковым. В этой работе авторы, отталкиваясь от уравнения состояния для вырожденного газа фермионов в условиях гравитационного взаимодействия, описываемого общей теорией относительности, показали, что существует предел масс звёзд, называемый сейчас пределом Толмена — Оппенгеймера — Волкова, выше которого они теряют стабильность, присущую нейтронным звёздам, и переживают гравитационный коллапс. Наконец, в 1939 году Оппенгеймер и другой его ученик Хартланд Снайдер написали работу «О безграничном гравитационном сжатии», в которой было предсказано существование объектов, которые сейчас называются чёрными дырами. Авторы развили модель эволюции массивной звезды (с массой, превышающей предел) и получили, что для наблюдателя, движущегося вместе со звёздным веществом, время коллапса будет конечным, тогда как для стороннего наблюдателя размеры звезды будут асимптотически приближаться к гравитационному радиусу. Не считая статьи о приближении Борна — Оппенгеймера, работы по астрофизике остаются самыми цитируемыми публикациями Оппенгеймера; они сыграли ключевую роль в возобновлении астрофизических исследований в Соединённых Штатах в 1950-х годах, в основном благодаря работам Джона Уилера.
Даже учитывая огромную сложность тех областей науки, в которых Оппенгеймер являлся экспертом, его работы считаются трудными для понимания. Оппенгеймер любил использовать элегантные, хотя и чрезвычайно сложные математические приёмы для демонстрации физических принципов, вследствие чего его часто критиковали за математические ошибки, которые он допускал, предположительно, из-за поспешности. «Его физика была хороша, — говорил его ученик Снайдер, — но его арифметика ужасна».
Многие полагают, что, несмотря на его таланты, уровень открытий и исследований Оппенгеймера не позволяет поставить его в ряд тех теоретиков, которые расширяли границы фундаментального знания. Разнообразие его интересов порой не позволяло ему полностью сосредоточиться на отдельной задаче. Одной из привычек Оппенгеймера, которая удивляла его коллег и друзей, была его склонность читать оригинальную иностранную литературу, в особенности поэзию. В 1933 году он выучил санскрит и встретился с индологом Артуром Райдером в Беркли. Оппенгеймер прочитал в оригинале Бхагавадгиту; позднее он говорил о ней как одной из книг, которая оказала на него сильное влияние и сформировала его жизненную философию. Его близкий друг и коллега, лауреат Нобелевской премии Исидор Раби позднее дал своё собственное объяснение:

Оппенгеймер был сверхобразован в тех областях, которые лежат вне научной традиции, например, он интересовался религией — в частности, индусской религией, — что вылилось в ощущение загадочности Вселенной, которое окружало его, словно туман. Он ясно понимал физику, глядя на то, что уже было сделано, но на границе он имел склонность чувствовать, что там гораздо больше загадочного и неизвестного, чем было на самом деле… [он отворачивался] от тяжёлых, грубых методов теоретической физики к мистической области свободной интуиции.
Оригинальный текст (англ.)Oppenheimer was overeducated in those fields, which lie outside the scientific tradition, such as his interest in religion, in the Hindu religion in particular, which resulted in a feeling of mystery of the universe that surrounded him like a fog. He saw physics clearly, looking toward what had already been done, but at the border he tended to feel there was much more of the mysterious and novel than there actually was ... [he turned] away from the hard, crude methods of theoretical physics into a mystical realm of broad intuition.

Несмотря на всё это, такие эксперты, как лауреат Нобелевской премии по физике Луис Альварес, предполагали, что если бы Оппенгеймер прожил достаточно долго, чтобы увидеть, как его предсказания подтверждаются экспериментами, он мог бы получить Нобелевскую премию за свою работу о гравитационном коллапсе, связанную с теорией нейтронных звёзд и чёрных дыр. Ретроспективно некоторые физики и историки рассматривают её как наиболее существенное его достижение, хотя и не подхваченное его современниками. Когда физик и историк науки Абрахам Пайс однажды спросил Оппенгеймера, что он считает своим самым важным вкладом в науку, тот назвал труд об электронах и позитронах, но ни слова не сказал о работе по гравитационному сжатию. Оппенгеймер выдвигался на Нобелевскую премию три раза — в 1945, 1951 и 1967 годах, — но так и не был награждён ею.
Всё время, пока шла разработка атомной бомбы, Оппенгеймер был под пристальным наблюдением, как со стороны ФБР, так и со стороны внутренней службы безопасности Манхэттенского проекта, из-за своих прошлых связей с левым движением. Его сопровождали агенты службы безопасности Армии США, когда в июне 1943 года он отправился в Калифорнию к своей знакомой Джин Тэтлок, которая страдала от депрессии. Оппенгеймер провёл ночь в её квартире. 4 января 1944 года Джин покончила с собой; это глубоко расстроило Оппенгеймера. В августе 1943 года Оппенгеймер сообщил службе безопасности Манхэттенского проекта, что некто Джордж Элтентон (George Eltenton), которого он не знал, пытался выведать у трёх людей из Лос-Аламоса секретные сведения о ядерной разработке в пользу Советского Союза. На последующих допросах Оппенгеймер под давлением сознался, что единственный человек, который обращался к нему по этому поводу, был его друг Хокон Шевалье, профессор французской литературы в Беркли, который упомянул об этом в личной обстановке за ужином в доме Оппенгеймера. Руководитель проекта генерал Лесли Гровс считал, что Оппенгеймер был слишком важен для проекта, чтобы отстранять его из-за этого подозрительного случая. 20 июля 1943 года он писал в Манхэттенский инженерный округ:

В соответствии с моим устным указанием от 15 июля, считаю целесообразным немедленно оформить допуск Джулиуса Роберта Оппенгеймера к секретной работе независимо от тех сведений, которыми Вы располагаете о нём. Участие Оппенгеймера в работах проекта крайне необходимо.
Оригинальный текст (англ.)In accordance with my verbal directions of July 15, it is desired that clearance be issued to Julius Robert Oppenheimer without delay irrespective of the information which you have concerning Mr Oppenheimer. He is absolutely essential to the project.

### Манхэттенский проект
9 октября 1941 года, незадолго до вступления США во Вторую мировую войну, президент Франклин Рузвельт одобрил ускоренную программу по созданию атомной бомбы. В мае 1942 года председатель Национального комитета оборонных исследований Джеймс Б. Конант, один из гарвардских учителей Оппенгеймера, предложил ему возглавить в Беркли группу, которая бы занялась расчётами в задаче о быстрых нейтронах. Роберт, обеспокоенный сложной ситуацией в Европе, с энтузиазмом взялся за эту работу. Название его должности — «Coordinator of Rapid Rupture» («координатор быстрого разрыва») — определённо намекало на использование цепной реакции на быстрых нейтронах в атомной бомбе. Одним из первых действий Оппенгеймера на новом посту стала организация летней школы по теории бомбы в его кампусе в Беркли. Его группа, включавшая в себя как европейских физиков, так и его собственных студентов, в том числе Роберта Сербера, Эмиля Конопинского, Феликса Блоха, Ханса Бете и Эдварда Теллера, занималась изучением того, что и в каком порядке нужно сделать, чтобы получить бомбу.

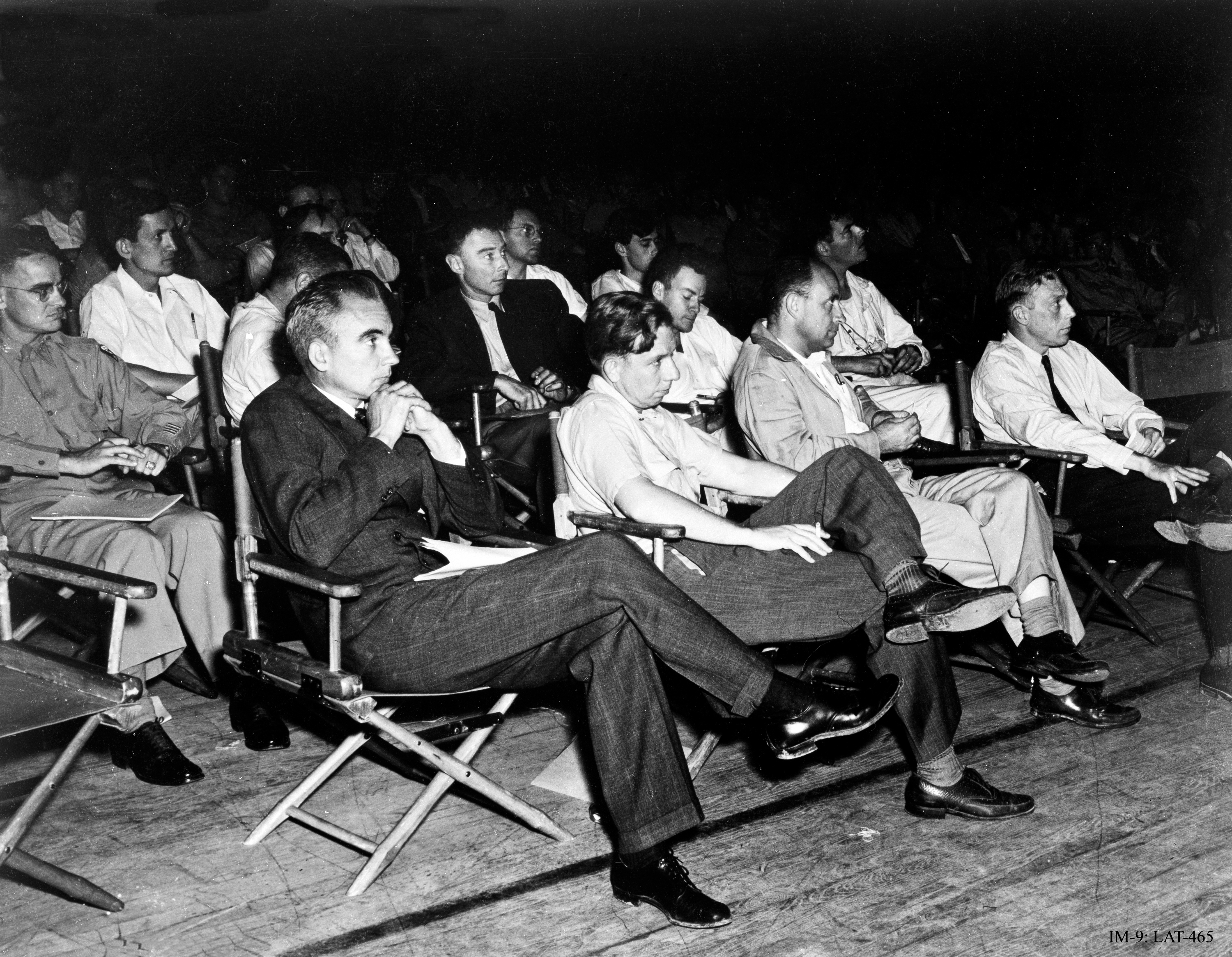
Группа физиков на коллоквиуме в Лос-Аламосе во время войны. В переднем ряду слева направо: Норрис Брэдбери, Манли, Джон Генри, Энрико Ферми и Дж. М. Б. Келлог (J. M. B. Kellogg). Оппенгеймер — во втором ряду слева, справа от него на фотографии — Ричард Фейнман.

Для руководства своей частью атомного проекта Армия США в июне 1942 основала «Манхэттенский инженерный округ» (Manhattan Engineer District), более известный впоследствии как Манхэттенский проект, инициировав тем самым перенос ответственности от Управления научных исследований и развития к военным. В сентябре бригадный генерал Лесли Р. Гровс-младший был назначен руководителем проекта. Гровс, в свою очередь, назначил Оппенгеймера главой лаборатории секретного оружия. Оппенгеймера нельзя было назвать ни сторонником консервативных военных, ни умелым лидером больших проектов, поэтому выбор Гровса поначалу удивил как учёных, занятых в разработке бомбы, так и членов Комитета по военной политике (Military Policy Committee), курирующего Манхэттенский проект. Тот факт, что у Оппенгеймера не было Нобелевской премии и, возможно, соответствующего авторитета, чтобы руководить такими же учёными, как он, конечно, волновал Гровса. Однако Гровс был впечатлён теоретическими познаниями Оппенгеймера в области создания атомной бомбы, хотя и сомневался в его умении применить эти знания на практике. Гровс также обнаружил в Оппенгеймере одну особенность, которую не заметили другие люди, — «чрезмерное тщеславие»; это свойство, по мнению генерала, должно было подпитывать порыв, необходимый для продвижения проекта к успешному окончанию. Исидор Раби усмотрел в этом назначении «настоящее проявление гения со стороны генерала Гровса, которого обычно гением не считали…».
Оппенгеймер и Гровс решили, что в целях безопасности и сплочённости они нуждаются в централизованной секретной научно-исследовательской лаборатории в отдалённом районе. Поиски удобного местоположения в конце 1942 года привели Оппенгеймера в Нью-Мексико, в местность неподалёку от его ранчо. 16 ноября 1942 года Оппенгеймер, Гровс и остальные осмотрели предполагаемую площадку. Оппенгеймер боялся, что высокие утёсы, окружающие это место, заставят его людей чувствовать себя в замкнутом пространстве, в то время как инженеры видели возможность затопления. Тогда Оппенгеймер предложил место, которое он хорошо знал, — плоскую столовую гору (mesa) возле Санта-Фе, где находилось частное учебное заведение для мальчиков — Лос-Аламосская фермерская школа. Инженеры были обеспокоены отсутствием хорошей подъездной дороги и водоснабжения, но в остальном сочли эту площадку идеальной. «Лос-Аламосская национальная лаборатория» была спешно построена на месте школы; строители заняли под неё несколько строений последней и возвели многие другие в кратчайшие сроки. Там Оппенгеймер собрал группу выдающихся физиков того времени, которую он называл «светила» (англ. luminaries).
Первоначально Лос-Аламос планировалось сделать военной лабораторией, а Оппенгеймера и других исследователей принять в состав армии США в качестве офицеров. Оппенгеймер даже успел заказать себе форму подполковника и пройти медицинский осмотр, по результатам которого он был признан негодным к службе. Военные доктора диагностировали у него недовес (при его весе в 128 фунтов, или 58 кг), распознали в его постоянном кашле туберкулёз, а также остались недовольны его хронической болью в пояснично-крестцовом суставе. А Роберт Бэчер и Исидор Раби и вовсе воспротивились идее поступить на военную службу. Конант, Гровс и Оппенгеймер разработали компромиссный план, согласно которому лаборатория была взята Калифорнийским университетом в аренду у Военного министерства. Вскоре оказалось, что первоначальные оценки Оппенгеймером необходимых трудозатрат были чрезвычайно оптимистичны. Лос-Аламос увеличил численность своих сотрудников от нескольких сотен людей в 1943 году до более чем 6 тысяч в 1945 году.
Поначалу Оппенгеймер испытывал трудности с организацией работы больших групп, но, получив постоянное место жительства на горе, очень скоро постиг искусство широкомасштабного управления. Остальные сотрудники отмечали его мастерское понимание всех научных аспектов проекта и его усилия по сглаживанию неизбежных культурных противоречий между учёными и военными. Для коллег-учёных он был культовой фигурой, являясь и научным руководителем, и символом того, к чему все они стремились. Виктор Вайскопф сказал об этом так:

Оппенгеймер управлял этими исследованиями, теоретическими и экспериментальными, — в истинном смысле этих слов. Здесь его сверхъестественная скорость схватывания основных моментов по любому вопросу была решающим фактором; он мог ознакомиться со всеми важными деталями каждой части работы.
Он не управлял из «главного офиса». Он умственно и даже физически присутствовал на каждом решающем шаге. Он присутствовал в лаборатории или семинарской аудитории, когда исследовался новый эффект или предлагалась новая идея. Не то чтобы он придумывал так много идей или предложений — он делал это иногда, — но его основной вклад состоял кое в чём другом. Это было его продолжающееся и настойчивое присутствие, которое давало всем нам ощущение прямого участия; оно создавало ту уникальную атмосферу энтузиазма и вызова, которая наполняла это место в течение всего времени.
Оригинальный текст (англ.)Oppenheimer directed these studies, theoretical and experimental, in the real sense of the words. Here his uncanny speed in grasping the main points of any subject was a decisive factor; he could acquaint himself with the essential details of every part of the work.

He did not direct from the head office. He was intellectually and even physically present at each decisive step. He was present in the laboratory or in the seminar rooms, when a new effect was measured, when a new idea was conceived. It was not that he contributed so many ideas or suggestions; he did so sometimes, but his main influence came from something else. It was his continuous and intense presence, which produced a sense of direct participation in all of us; it created that unique atmosphere of enthusiasm and challenge that pervaded the place throughout its time.

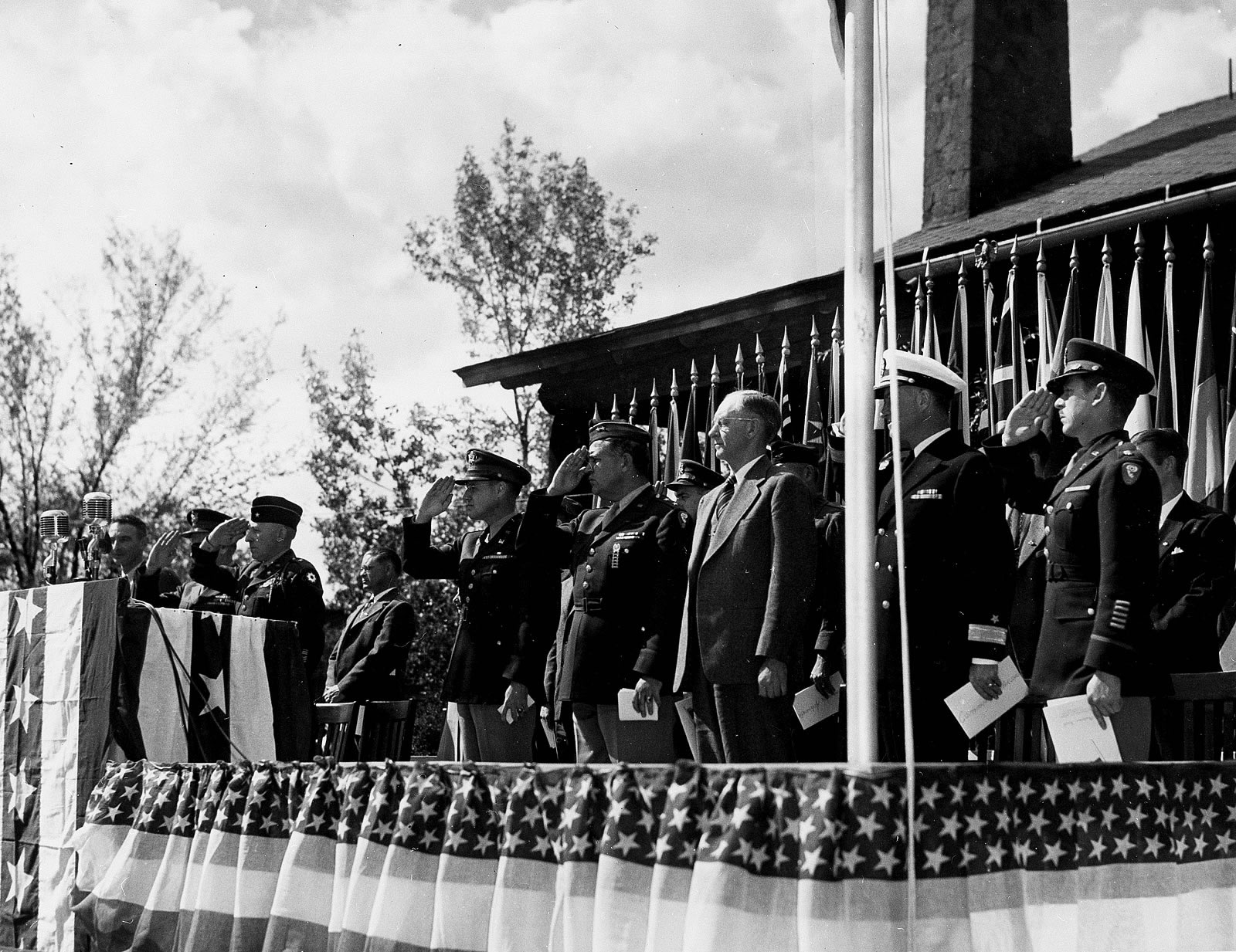
Вручение Армейско-морская Производственная награда 2-й степени в США в Лос-Аламосе 16 октября 1945 года. На этом мероприятии Оппенгеймер (слева) произнёс прощальную речь по поводу ухода с должности руководителя. На переднем плане, в костюме, — Спраул, Роберт Гордон, получивший награду от лица Университета Беркли.

В 1943 году усилия разработчиков были сосредоточены на плутониевой ядерной бомбе пушечного типа (англ. gun-type), названной «Худыш» (Thin Man). Первые исследования свойств плутония были проведены с использованием полученного на циклотроне плутония-239, который был чрезвычайно чистым, однако мог быть произведён только в малых количествах. Когда в апреле 1944 года Лос-Аламос получил первый образец плутония из графитового реактора X-10, обнаружилась новая проблема: реакторный плутоний имел более высокую концентрацию изотопа 240Pu, что делало его неподходящим для бомб пушечного типа. В июле 1944 года Оппенгеймер оставил разработку пушечных бомб, направив усилия на создание оружия имплозивного типа (англ. implosion-type). При помощи химической взрывной линзы субкритическая сфера из расщепляющегося вещества могла быть сжата до меньших размеров и, таким образом, до большей плотности. Веществу в этом случае приходилось бы проходить очень маленькое расстояние, поэтому критическая масса достигалась бы за значительно меньшее время. В августе 1944 года Оппенгеймер полностью реорганизовал Лос-Аламосскую лабораторию, сосредоточив усилия на исследовании имплозии (взрыва, направленного внутрь). Перед отдельной группой была поставлена задача разработать бомбу простой конструкции, которая должна была работать только на уране-235; проект этой бомбы был готов в феврале 1945 года — ей дали название «Малыш» (Little Boy). После титанических усилий проектирование более сложного имплозивного заряда, получившего прозвище «Штучка Кристи» (Christy gadget), в честь Роберта Кристи, было завершено 28 февраля 1945 года на собрании в кабинете Оппенгеймера.
В мае 1945 года был создан так называемый «Временный комитет», задачами которого являлись консультирование и предоставление отчётов в военное и послевоенное время касательно использования ядерной энергии. Временный комитет, в свою очередь, организовал экспертную группу, включающую Артура Комптона, Ферми, Лоуренса и Оппенгеймера, для консультации по научным вопросам. В своём докладе Комитету эта группа высказала свои заключения не только о предполагаемых физических последствиях применения атомной бомбы, но и по возможному военному и политическому её значению. Среди прочего, в докладе высказывалось мнение по таким деликатным вопросам, как, например, нужно ли информировать Советский Союз о созданном оружии перед тем, как применять его против Японии, или нет.

### Тринити

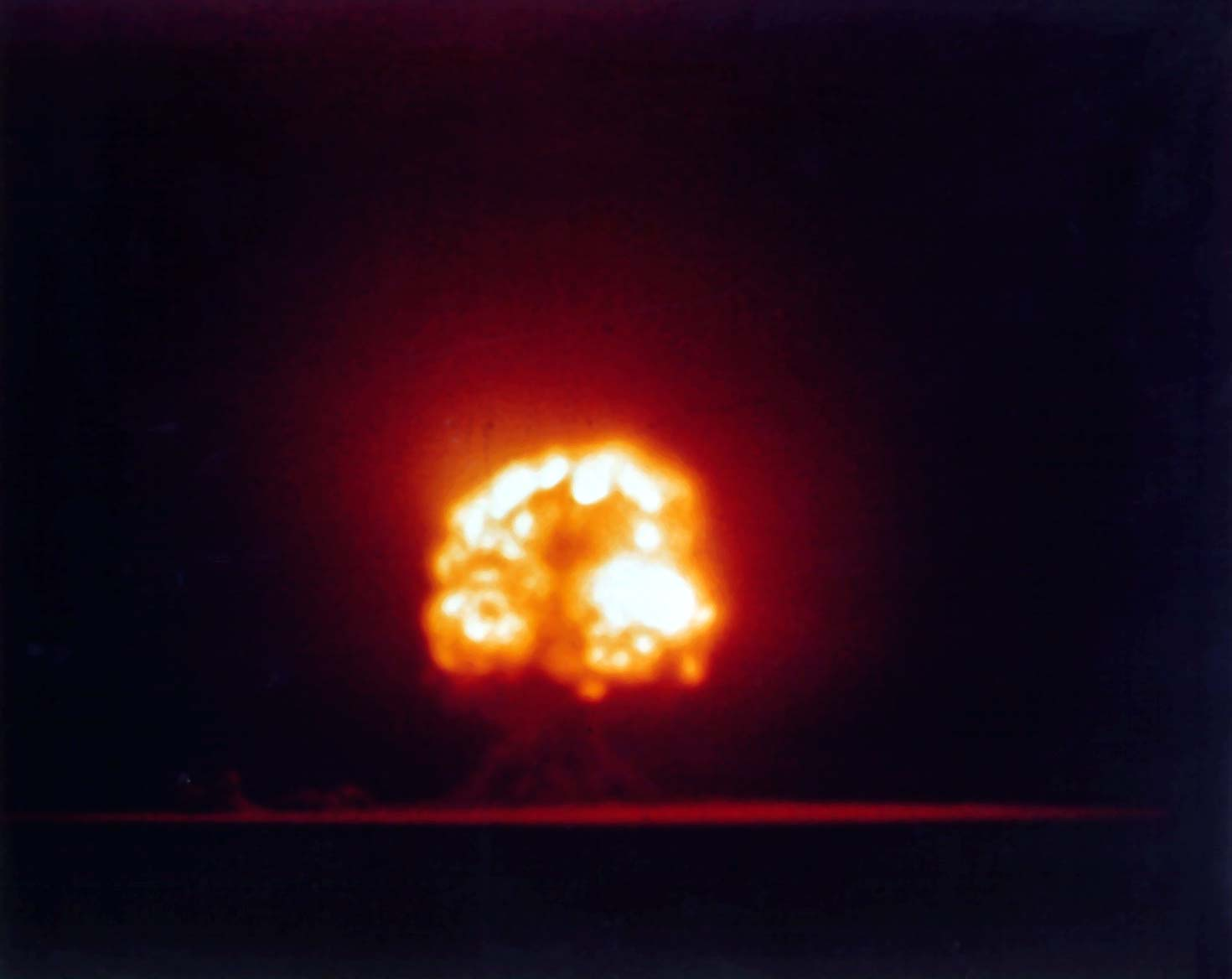
Ядерный гриб при испытании Тринити.

Результатом слаженной работы учёных в Лос-Аламосе стал первый искусственный ядерный взрыв возле Аламогордо 16 июля 1945 года, в месте, которое Оппенгеймер в середине 1944 года назвал «Тринити» (Trinity). Позже он говорил, что это название было взято из «Священных сонетов» Джона Донна. Согласно историку Грэгу Херкену, это название может быть ссылкой на Джин Тэтлок (совершившую самоубийство за несколько месяцев до этого), которая в 30-х годах познакомила Оппенгеймера с сочинением Донна. Позже Оппенгеймер говорил, что, наблюдая за взрывом, он вспомнил стих из священной индуистской книги, Бхагавадгиты:

Если бы на небе разом взошли тысяча солнц, их свет мог бы сравниться с сиянием, исходившим от Верховного Господа…
Оригинальный текст (англ.)If the radiance of a thousand suns were to burst at once into the sky, that would be like the splendor of the mighty one...

Годы спустя он объяснил, что в тот момент ему в голову пришла ещё одна фраза, а именно, знаменитый стих: IAST: kālo'smi lokakṣayakṛtpravṛddho lokānsamāhartumiha pravṛttaḥ, — который Оппенгеймер перевёл как: «Я — Смерть, великий разрушитель миров».
В 1965 году Оппенгеймера во время одной из телепередач попросили снова вспомнить о том моменте:

Мы знали, что мир уже не будет прежним. Несколько человек смеялись, несколько человек плакали. Большинство молчали. Я вспомнил строку из священной книги индуизма, Бхагавадгиты; Вишну пытается уговорить Принца, что тот должен выполнять свой долг, и, чтобы впечатлить его, принимает своё многорукое обличье и говорит: «Я — Смерть, великий разрушитель миров». Я полагаю, что все мы, так или иначе, подумали о чём-то подобном.
Оригинальный текст (англ.)We knew the world would not be the same. A few people laughed, a few people cried. Most people were silent. I remembered the line from the Hindu scripture, the Bhagavad-Gita; Vishnu is trying to persuade the Prince that he should do his duty and, to impress him, takes on his multi-armed form and says, 'Now I am become Death, the destroyer of worlds.' I suppose we all thought that, one way or another.'

По воспоминаниям его брата, в тот момент Оппенгеймер просто сказал: «Сработало». Современная оценка, данная бригадным генералом Томасом Фарреллом, который находился на полигоне в контрольном бункере вместе с Оппенгеймером, следующим образом подытоживает его реакцию:

Доктор Оппенгеймер, на котором лежало очень большое бремя, по мере того, как истекали секунды, становился всё напряжённее. Он с трудом дышал. Чтобы устоять на ногах, держался за поручень. Несколько последних секунд он смотрел прямо вперёд, а когда комментатор крикнул: «Сейчас!» — и последовала колоссальная вспышка света, сразу после которой послышался глухой грохочущий рёв взрыва, его лицо расслабилось и приняло выражение глубокого спокойствия.
Оригинальный текст (англ.)Dr. Oppenheimer, on whom had rested a very heavy burden, grew tenser as the last seconds ticked off. He scarcely breathed. He held on to a post to steady himself. For the last few seconds, he stared directly ahead and then when the announcer shouted "Now!" and there came this tremendous burst of light followed shortly thereafter by the deep growling roar of the explosion, his face relaxed into an expression of tremendous relief.

За работу в качестве руководителя Лос-Аламоса в 1946 году Оппенгеймер был награждён Президентской медалью «За заслуги».

### Послевоенная деятельность
После атомных бомбардировок Хиросимы и Нагасаки Манхэттенский проект стал достоянием гласности, а Оппенгеймер сделался национальным представителем науки, символическим для технократической власти нового типа. Его лицо появилось на обложках журналов Life и Time. Ядерная физика стала мощной силой, так как правительства всех стран мира начали понимать стратегическое и политическое могущество, которое приходит вместе с ядерным оружием и его ужасными последствиями. Как и многие учёные его времени, Оппенгеймер понимал, что безопасность в отношении ядерного оружия может обеспечивать лишь международная организация, такая, как только что образованная Организация Объединённых Наций, которая могла бы ввести программу по сдерживанию гонки вооружений.

#### Институт перспективных исследований
16 октября 1945 года Оппенгеймер оставил Лос-Аламос, чтобы вернуться в Калтех, но скоро обнаружил, что преподавание не привлекает его так, как раньше. В 1947 году он принял предложение Льюиса Штраусса возглавить Институт перспективных исследований в Принстоне в штате Нью-Джерси. Это означало вернуться обратно на восток и расстаться с Рут Толмен (Ruth Tolman), женой его друга Ричарда Толмена, с которой после возвращения из Лос-Аламоса у него начались отношения. Зарплата на новом месте составляла 20 000 долларов в год, к этому прибавлялось бесплатное проживание в личном («директорском») доме и усадьбе XVII века с поваром и смотрителем, окружённая 265 акрами (107 га) лесистой местности.

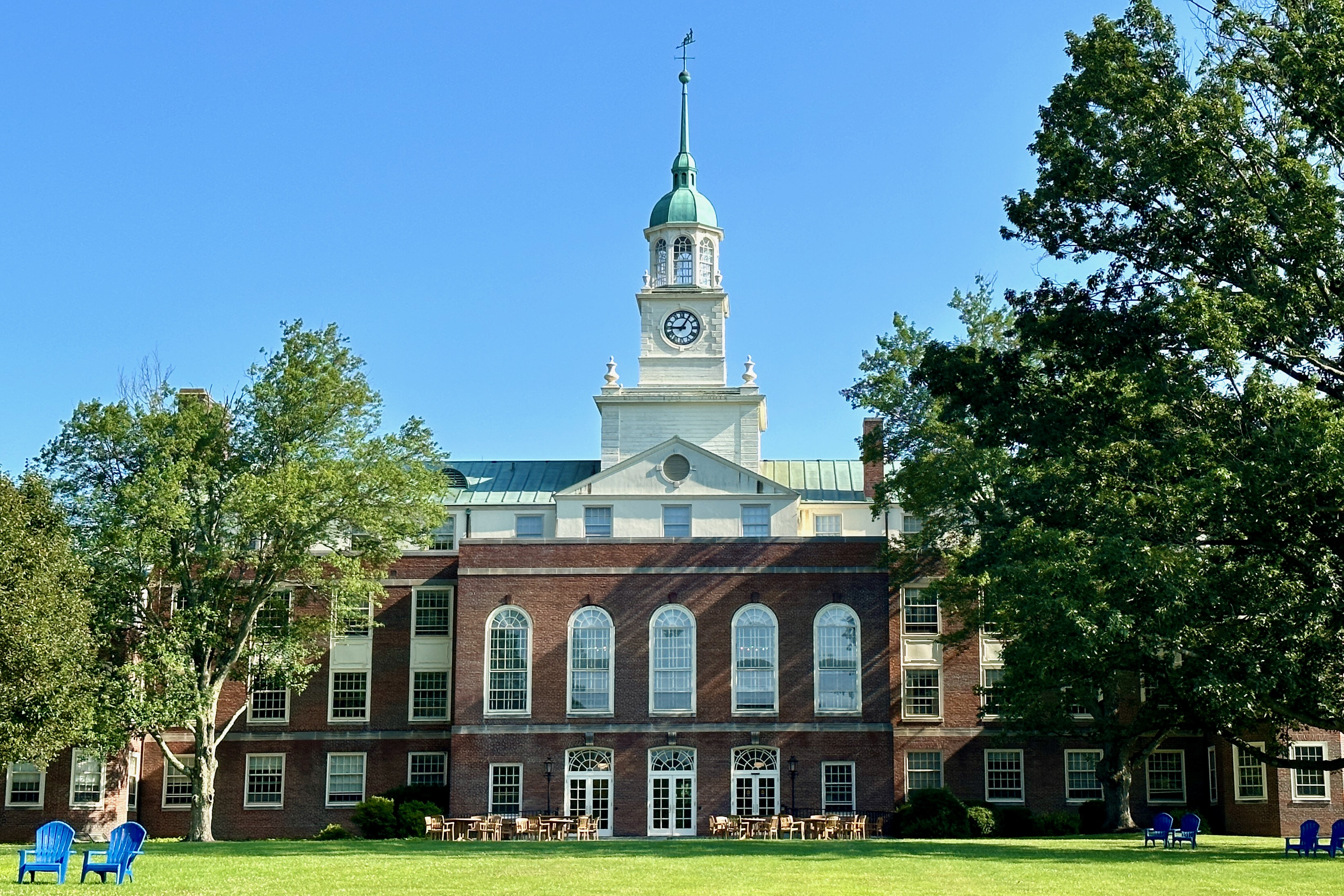
Институт перспективных исследований, Принстон, Нью-Джерси

Для решения наиболее существенных проблем того времени Оппенгеймер собрал вместе интеллектуалов в расцвете своих сил из различных отраслей науки. Он поддерживал и руководил исследованиями многих хорошо известных учёных, в том числе Фримена Дайсона и дуэта Янга Чжэньнина и Ли Чжэндао, получивших Нобелевскую премию по физике за открытие закона несохранения чётности. Он также организовал временное членство в Институте для учёных-гуманитариев, например, Томаса Элиота и Джорджа Кеннана. Некоторые из таких инициатив возмущали отдельных членов математического факультета, которые хотели, чтобы институт оставался бастионом «чисто научных исследований». Абрахам Пайс сказал, что сам Оппенгеймер считал одной из своих неудач в институте неспособность примирить учёных из естественных наук и гуманитарных областей.
Череда конференций в Нью-Йорке в 1947—49 годах продемонстрировала, что физики возвращаются с военной работы обратно к теоретическим исследованиям. Под руководством Оппенгеймера физики с энтузиазмом взялись за величайшую нерешённую задачу довоенных лет — проблему математически некорректных (бесконечных, расходящихся или бессмысленных) выражений в квантовой электродинамике. Джулиан Швингер, Ричард Фейнман и Синъитиро Томонага исследовали схемы регуляризации и разработали приём, который стал известен как перенормировка. Фримен Дайсон доказал, что их методы дают схожие результаты. Проблема захвата мезонов и теория Хидэки Юкавы, рассматривающая мезоны как носители сильного ядерного взаимодействия, также попали под пристальное рассмотрение. Глубокие вопросы Оппенгеймера помогли Роберту Маршаку сформулировать новую гипотезу о двух типах мезонов: пионах и мюонах. Результатом стал новый прорыв — открытие пиона Сесилем Фрэнком Пауэллом в 1947 году, за что тот впоследствии получил Нобелевскую премию.

#### Комиссия по атомной энергии
Как член Совета консультантов при комиссии, утверждённой президентом Гарри Трумэном, Оппенгеймер оказал сильное влияние на доклад Ачесона — Лилиенталя. В этом отчёте комитет рекомендовал создание международного «Агентства по развитию атомной отрасли», которое бы владело всеми ядерными материалами и средствами их производства, в том числе шахтами и лабораториями, а также атомными электростанциями, на которых ядерные материалы использовались бы для производства энергии в мирных целях. Ответственным за перевод этого отчёта в форму предложения для Совета ООН был назначен Бернард Барух, который завершил его разработку в 1946 году. В плане Баруха вводился ряд дополнительных положений, касающихся правоприменения, в частности необходимость инспекции урановых ресурсов Советского Союза. План Баруха был воспринят как попытка США получить монополию на ядерные технологии и был отвергнут Советами. После этого Оппенгеймеру стало ясно, что из-за взаимных подозрений США и Советского Союза гонки вооружений не избежать. Последнему перестал доверять даже Оппенгеймер.

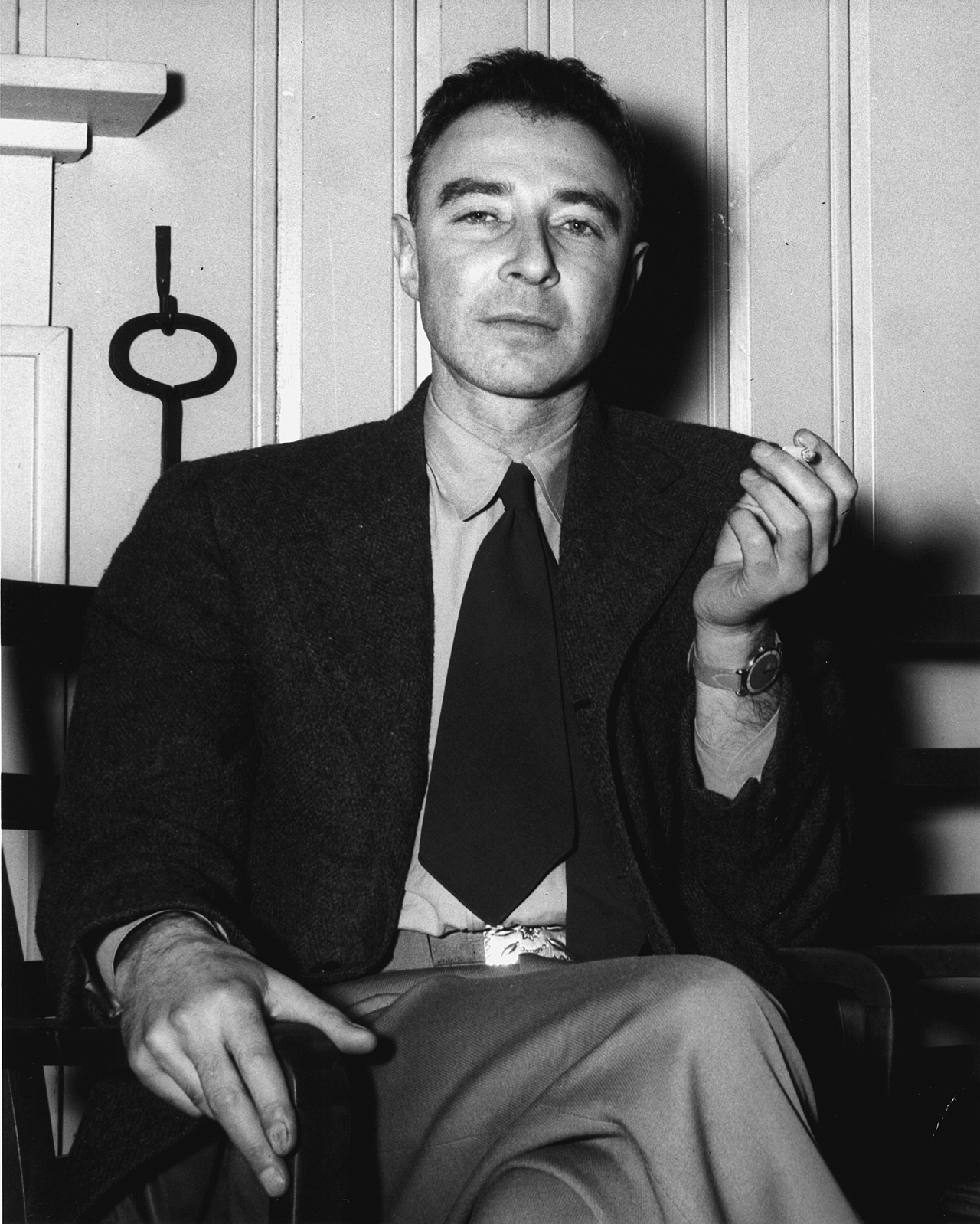
Оппенгеймер в 1946 году

После учреждения в 1947 году Комиссии по атомной энергии (Atomic Energy Commission, AEC) как гражданского агентства по вопросам ядерных исследований и ядерного оружия, Оппенгеймер был назначен председателем её Генерального совещательного комитета (General Advisory Committee, GAC). В этой должности он проводил консультации по ряду вопросов, связанных с ядерными технологиями, включая финансирование проектов, создание лабораторий и даже международную политику, хотя рекомендации GAC не всегда принимались во внимание. Как председатель этого комитета, Оппенгеймер яростно отстаивал идею международного контроля над вооружениями и финансированием фундаментальной науки, а также предпринимал попытки увести политический курс от горячей проблемы гонки вооружений. Когда правительство обратилось к нему с вопросом, стоит ли инициировать программу по ускоренной разработке атомного оружия на основе термоядерной реакции — водородной бомбы, Оппенгеймер поначалу посоветовал воздержаться от этого, хотя он поддерживал создание подобного оружия, когда участвовал в Манхэттенском проекте. Он руководствовался частично этическими соображениями, чувствуя, что такое оружие может быть применено только стратегически — против гражданских целей — и вылиться в миллионы смертей. Однако он учитывал также практические соображения, так как в то время не существовало рабочего проекта водородной бомбы. Оппенгеймер считал, что имеющиеся ресурсы могут быть с большей выгодой потрачены на расширение запаса ядерного оружия. Он и другие были особенно озабочены тем, что ядерные реакторы были настроены на производство трития вместо плутония. Его рекомендацию не принял Трумэн, запустив ускоренную программу после того, как Советский Союз испытал свою первую атомную бомбу в 1949 году. Оппенгеймер и другие противники проекта в GAC, особенно Джеймс Конант, почувствовали, что их избегают, и уже подумывали об отставке. В конце концов они остались, хотя их взгляды касательно водородной бомбы были известны.
В 1951 году, однако, Эдвард Теллер и математик Станислав Улам разработали то, что стало известно под названием схема Теллера — Улама для водородной бомбы. Новый проект выглядел технически осуществимым, и Оппенгеймер изменил своё мнение относительно разработки этого оружия. Впоследствии он вспоминал:

Наша программа образца 1949 года представляла собой обширную писанину, в основном, как можно было утверждать, лишённую какого-либо технического смысла. Отсюда можно было заявлять, что, мол, нам её не нужно, даже если бы она была реализуема. Программа 1951 года была технически так гладко выстроена, что все эти утверждения уходили в яму. Настало время задуматься о военных, политических и гуманистических проблемах, ожидавших нас после того, как мы выполним её.
Оригинальный текст (англ.)The program we had in 1949 was a tortured thing that you could well argue did not make a great deal of technical sense. It was therefore possible to argue that you did not want it even if you could have it. The program in 1951 was technically so sweet that you could not argue about that. The issues became purely the military, the political and the humane problems of what you were going to do about it once you had it.

#### Слушания по допуску к секретной работе
Федеральное бюро расследований (тогда под руководством Джона Эдгара Гувера) следило за Оппенгеймером ещё до войны, когда он, будучи профессором в Беркли, выказывал симпатии к коммунистам, а также был близко знаком с членами Коммунистической партии, среди которых были его жена и брат. Он был под пристальным наблюдением с начала 1940-х годов: в его доме были расставлены жучки, телефонные разговоры записывались, а почта просматривалась. Свидетельствами о его связях с коммунистами охотно пользовались политические враги Оппенгеймера, и среди них — Льюис Штраусс, член Комиссии по атомной энергии, который давно испытывал по отношению к Оппенгеймеру чувство обиды — как из-за выступления Роберта против водородной бомбы, идею которой отстаивал Штраусс, так и за унижение Льюиса перед Конгрессом несколькими годами ранее; в связи с сопротивлением Штраусса экспорту радиоактивных изотопов Оппенгеймер незабываемо классифицировал их как «менее важные, чем электронные устройства, но более важные, чем, скажем, витамины».

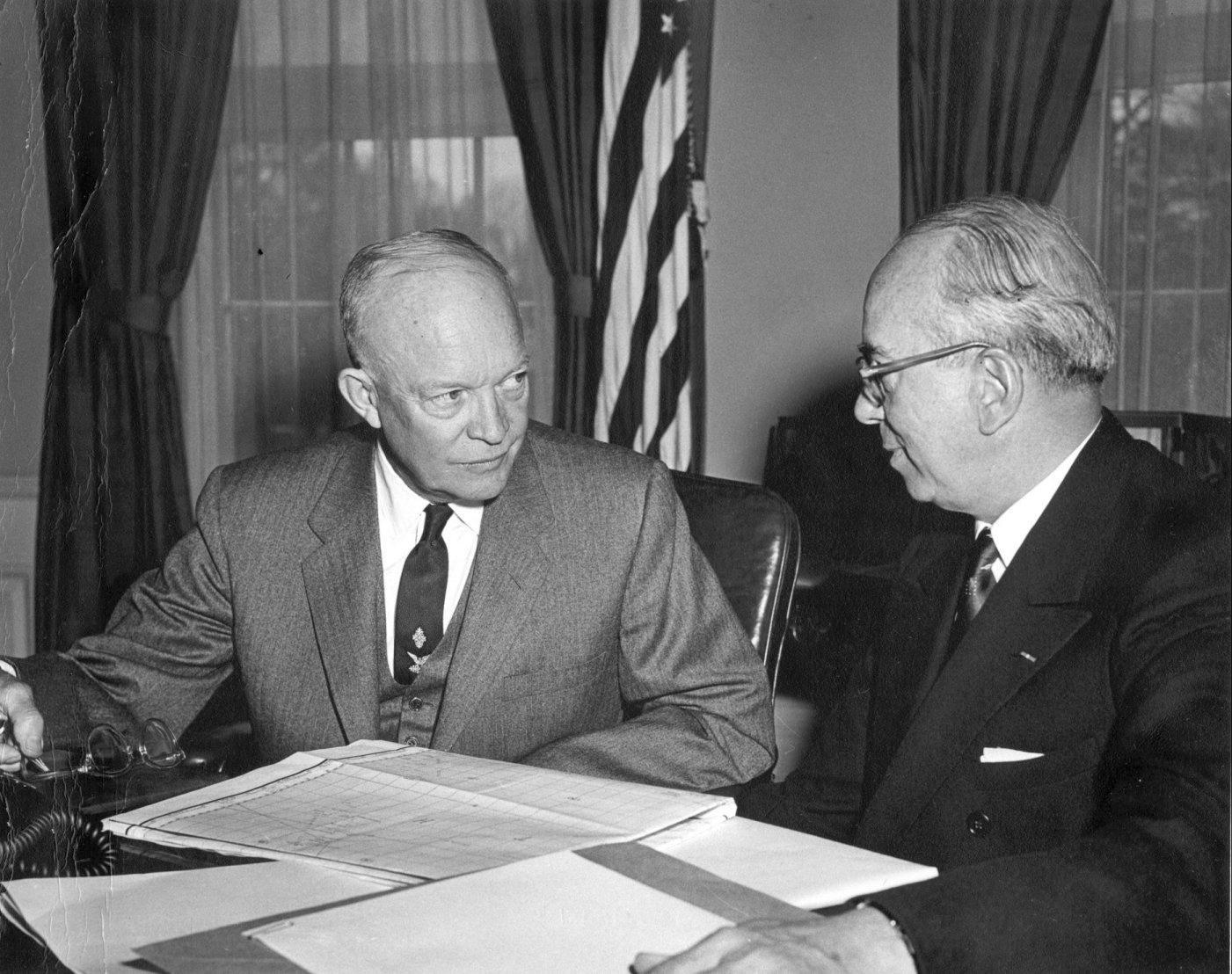
Президент Д. Эйзенхауэр (слева) принимает отчёт от Льюиса Л. Штраусса (справа), председателя Комиссии по атомной энергии, по испытанию водородных бомб в Тихом океане (операции «Касл»). Снимок от 30 марта 1954 года. Штраусс настаивал на возобновлении слушаний по допуску Оппенгеймера к секретной работе.

7 июня 1949 года Оппенгеймер дал показания перед Комиссией по расследованию антиамериканской деятельности, где он признал, что имел связи с Коммунистической партией в 1930-х годах. Он свидетельствовал, что некоторые из его студентов, в том числе Дэвид Бом, Джованни Росси Ломаниц, Филип Моррисон, Бернард Питерс (Bernard Peters) и Джозеф Вейнберг (Joseph Weinberg), были коммунистами в тот период, когда работали с ним в Беркли. Фрэнк Оппенгеймер и его жена Джеки также заявили перед Комиссией, что они были членами Коммунистической партии. Фрэнк был впоследствии уволен со своей должности в Университете Мичигана. Физик по образованию, он долгие годы не находил работы по специальности и стал фермером на скотоводческом ранчо в Колорадо. Позже он начал преподавать физику в старшей школе и основал «Эксплораториум» в Сан-Франциско.
В период с 1949 по 1953 год Оппенгеймер не один раз оказывался в центре конфликта или борьбы за власть. Эдвард Теллер, который настолько не интересовался работой над атомной бомбой в Лос-Аламосе во время войны, что Оппенгеймер предоставил ему время заниматься собственным проектом — водородной бомбой, — в итоге покинул Лос-Аламос и помог основать в 1951 году вторую лабораторию, получившую впоследствии название Ливерморской национальной лаборатории им. Лоуренса. Там он мог быть свободен от Лос-Аламосского контроля над разработкой водородной бомбы. Термоядерное «стратегическое» оружие, которое способен доставить только реактивный бомбардировщик дальнего действия, должно было находиться под контролем Военно-воздушных сил США. Оппенгеймера же несколько лет заставляли разрабатывать сравнительно небольшие «тактические» ядерные заряды, которые были более полезны в ограниченных районах боевых действий против вражеской пехоты и которые должны были принадлежать Армии США. Две государственные службы, часто стоявшие на стороне разных политических партий, боролись за обладание ядерным оружием. ВВС США, программу которых продвигал Теллер, завоевали доверие у республиканской администрации, сформировавшейся после победы Дуайта Эйзенхауэра на президентских выборах 1952 года.
В 1950 году Пол Крауч (Paul Crouch), вербовщик Коммунистической партии в округе Аламида с апреля 1941 и до начала 1942 года, стал первым человеком, обвинившим Оппенгеймера в связях с этой партией. Он показал перед комитетом при Конгрессе, что Оппенгеймер устроил собрание членов Партии в своём доме в Беркли. В тот момент дело получило широкую огласку.
Однако Оппенгеймер смог доказать, что он был в Нью-Мексико, когда происходило собрание, а Крауч со временем был признан ненадёжным осведомителем.
В ноябре 1953 года Дж. Эдгар Гувер получил письмо касательно Оппенгеймера, написанное Уильямом Борденом, бывшим исполнительным директором Объединённого комитета по атомной энергии при Конгрессе.
В письме Борден выражал своё мнение, «основанное на нескольких годах исследования, согласно имеющимся секретным сведениям, что Дж. Роберт Оппенгеймер — с определённой долей вероятности — является агентом Советского Союза».

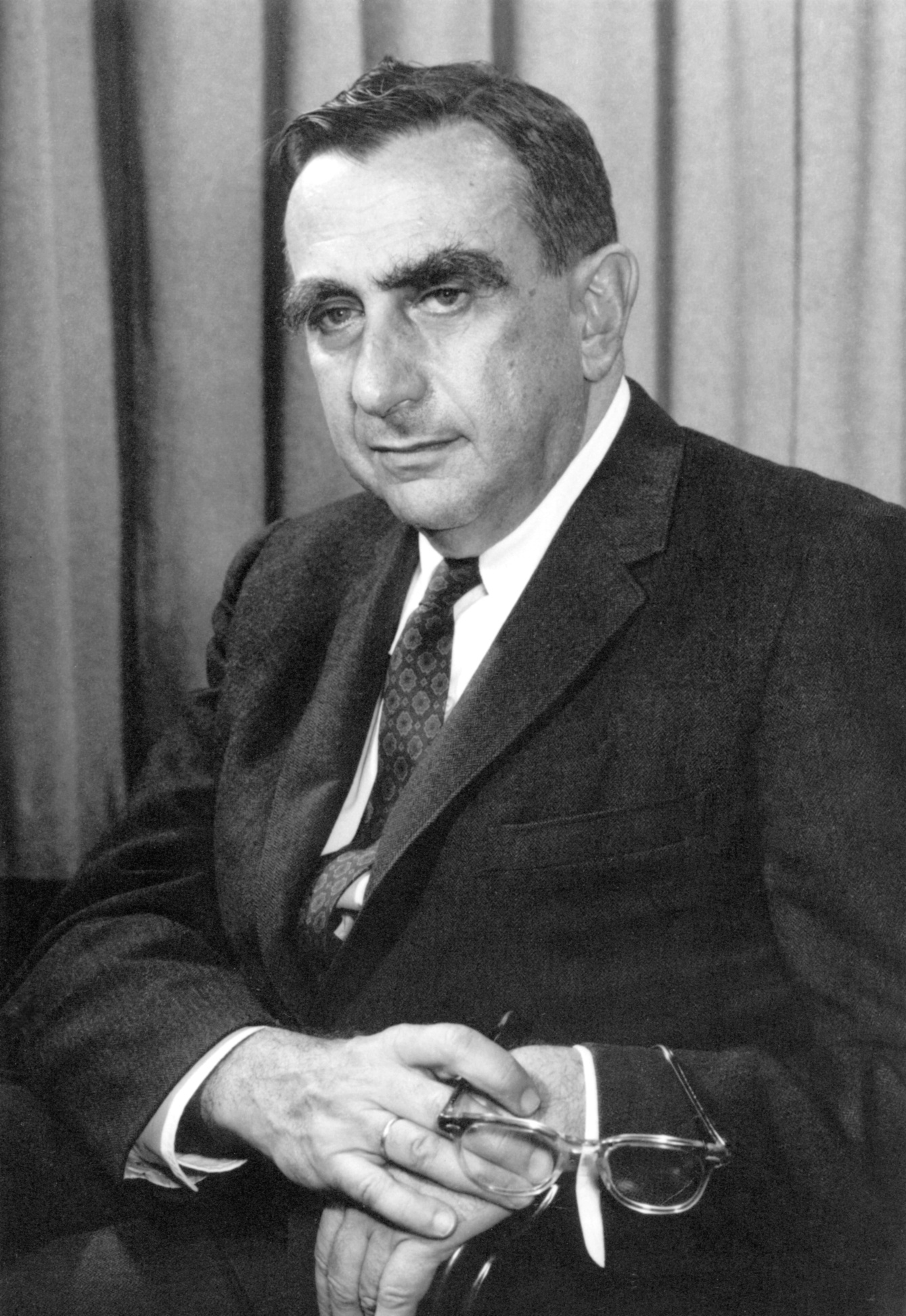
Бывший коллега Оппенгеймера, физик Эдвард Теллер, свидетельствовал против Оппенгеймера на слушаниях по его допуску к секретной работе в 1954 году.

Штраусс вместе с сенатором Брайеном Макмэхоном, автором «Закона об атомной энергии» 1946 года, заставили Эйзенхауэра возобновить слушания по делу Оппенгеймера. 21 декабря 1953 года Льюис Штраусс сообщил Оппенгеймеру, что слушание по допуску приостановлено в ожидании решения по ряду обвинений, перечисленных в письме Кеннета Д. Николса, генерального управляющего Комиссии по атомной энергии, и предложил учёному подать в отставку. Оппенгеймер не стал этого делать и настоял на проведении слушания. На слушании, проводившемся в апреле — мае 1954 года, носившем изначально закрытый характер и не получившем огласки, особое внимание было уделено прежним связям Оппенгеймера с коммунистами и его сотрудничеству во время Манхэттенского проекта с неблагонадёжными или состоявшими в Коммунистической партии учёными. Одним из ключевых моментов на этом слушании стали ранние свидетельские показания Оппенгеймера о разговорах Джорджа Элтентона с несколькими учёными в Лос-Аламосе — истории, которую Оппенгеймер, как он сам признался, выдумал, чтобы защитить своего друга Хокона Шевалье. Оппенгеймер не знал, что обе версии были записаны во время его допросов десять лет назад, и для него стало неожиданностью, когда свидетель предоставил эти записи, с которыми Оппенгеймеру не дали предварительно ознакомиться. В действительности Оппенгеймер никогда не говорил Шевалье, что это он назвал его имя, и эти показания стоили Шевалье его работы. И Шевалье, и Элтентон подтвердили, что они говорили о возможности передать информацию Советам: Элтентон признал, что сказал об этом Шевалье, а Шевалье — что упомянул об этом Оппенгеймеру; но оба не видели ничего крамольного в досужих разговорах, напрочь отвергая возможность того, что передача подобной информации в качестве разведывательных данных могла быть осуществлена или даже планироваться на будущее. Ни один из них не был обвинён в каком-либо преступлении.
Эдвард Теллер дал показания по делу Оппенгеймера 28 апреля 1954 года. Теллер заявил, что не ставит под сомнение лояльность Оппенгеймера Соединённым Штатам, но «знает его как человека с чрезвычайно активным и усложнённым мышлением». На вопрос, представляет ли Оппенгеймер угрозу национальной безопасности, Теллер дал такой ответ:

В большом числе случаев мне было чрезмерно трудно понять действия доктора Оппенгеймера. Я полностью расходился с ним по многим вопросам, и его действия казались мне путаными и усложнёнными. В этом смысле мне бы хотелось видеть жизненные интересы нашей страны в руках человека, которого я понимаю лучше и поэтому доверяю больше. В этом очень ограниченном смысле я хотел бы выразить чувство, что я лично ощущал бы себя более защищенным, если бы общественные интересы находились в иных руках.
Оригинальный текст (англ.)In a great number of cases I have seen Dr. Oppenheimer act — I understood that Dr. Oppenheimer acted in a way which for me was exceedingly hard to understand. I thoroughly disagreed with him in numerous issues, and his actions, frankly, appeared to me confused and complicated. To this extent, I feel that I would like to see the vital interests of this country in hands which I understand better and therefore trust more.

Такая позиция вызвала возмущение американского научного сообщества, и Теллера, по сути, подвергли пожизненному бойкоту. Гровс также дал показания против Оппенгеймера, однако его свидетельства изобилуют предположениями и противоречиями. Историк Грэг Херкен высказал версию о том, что Гровс, напуганный ФБР возможностью преследования за возможное участие в покрывательстве связи с Шевалье в 1943 году, попал в ловушку, а Штраусс и Гувер воспользовались этим, чтобы получить нужные показания. Многие видные учёные, а также политические и военные фигуры свидетельствовали в защиту Оппенгеймера. Непоследовательность показаний и странное поведение Оппенгеймера перед комиссией (однажды он заявил, что «нёс полную чушь», потому что он «был идиотом») убедили некоторых участников в том, что он был неуравновешенным, ненадёжным и мог представлять угрозу безопасности. В итоге допуск Оппенгеймера был аннулирован лишь за день до истечения срока действия. Исидор Раби сказал по этому поводу, что в то время Оппенгеймер был всего лишь государственным советником, и если правительство в нынешнее время «не желает получать от него консультации, значит так тому и быть».
Во время разбирательства Оппенгеймер охотно давал показания о «левом» поведении многих его коллег-учёных. По мнению Ричарда Поленберга, если бы допуск Оппенгеймера не был аннулирован, он мог бы войти в историю как один из тех, кто «называл имена», чтобы спасти свою репутацию. Но так как это произошло, он был воспринят большей частью учёного сообщества как «мученик маккартизма», эклектичный либерал, который несправедливо подвергался нападкам врагов-милитаристов, символ того, что научное творчество переходит от университетов к военным. Вернер фон Браун выразил своё мнение по поводу процесса над учёным в саркастическом замечании комитету при Конгрессе: «В Англии Оппенгеймера бы посвятили в рыцари».
Павел Анатольевич Судоплатов в своей книге отмечает, что Оппенгеймер, как и другие учёные, не был завербован, а являлся «источником, связанным с проверенной агентурой, доверенными лицами и оперативными работниками». На семинаре в Институте им. Вудро Вильсона 20 мая 2009 года Джон Эрл Хайнс, Харви Клер и Александр Васильев, основываясь на всестороннем анализе заметок последнего, основанных на материалах из архива КГБ, подтвердили, что Оппенгеймер никогда не занимался шпионажем в пользу Советского Союза. Спецслужбы СССР периодически пытались завербовать его, но не добились успеха — Оппенгеймер не предавал Соединённые Штаты. Более того, он уволил из Манхэттенского проекта нескольких людей, симпатизировавших Советскому Союзу.

### Последние годы
Начиная с 1954 года Оппенгеймер проводил несколько месяцев в году на острове Сент-Джон, одном из Виргинских островов. В 1957 году он купил участок земли площадью 2 акра (0,81 га) на Гибни Бич, где построил спартанский дом на берегу. Оппенгеймер проводил много времени, плавая на яхте со своей дочерью Тони и женой Китти.

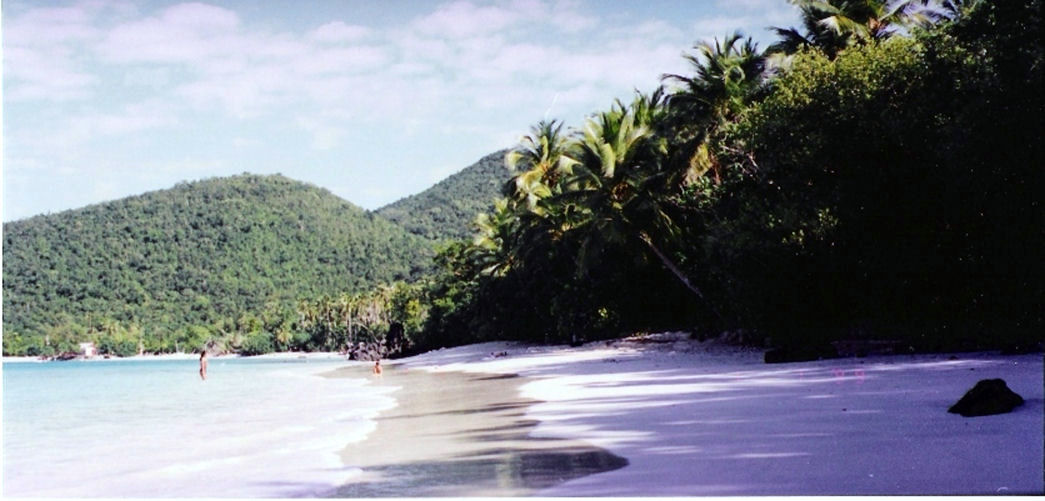
«Пляж Оппенгеймера» на острове Сент-Джон, Виргинские острова, США.

Всё больше беспокоясь о потенциальной опасности научных открытий для человечества, Оппенгеймер присоединился к Альберту Эйнштейну, Бертрану Расселу, Джозефу Ротблату и другим выдающимся учёным и преподавателям с целью учреждения Всемирной академии искусств и науки, которая была основана в 1960 году. В 1950-е годы, после публичного унижения, Оппенгеймер не подписывал крупных открытых протестов против ядерного оружия, в том числе Манифест Рассела — Эйнштейна 1955 года. Он не приехал на первую Пагуошскую конференцию за мир и научное сотрудничество в 1957 году, хотя и был приглашён.
Тем не менее, в своих речах и общедоступных статьях Оппенгеймер постоянно обращал внимание на сложность управления мощью знаний в мире, где свобода обмениваться идеями, присущая науке, всё больше и больше сковывается политическими отношениями. В 1953 году на радио Би-би-си он прочитал цикл ритовских лекций, которые позже были изданы под названием «Наука и взаимопонимание» (Science and the Common Understanding). В 1955 году Оппенгеймер опубликовал «Открытый разум» (The Open Mind), сборник из восьми лекций, посвящённых ядерному оружию и популярной культуре, которые он прочитал начиная с 1946 года. Оппенгеймер отвергал идею «дипломатии ядерных канонерок». «Цели этой страны в области внешней политики, — писал он, — не могут быть в подлинном или прочном виде достигнуты насилием». В 1957 году факультеты психологии и философии Гарвардского университета пригласили его прочитать курс джеймсовских лекций, хотя против этого решения выступила влиятельная группа выпускников Гарварда, возглавляемая Эдвином Джинном, в составе которой числился и Арчибальд Рузвельт, сын бывшего президента США. Чтобы послушать шесть лекций Оппенгеймера под названием «Надежда на порядок» (The Hope of Order) в амфитеатре Сандерса, главной лекционной аудитории Гарварда, собралось около 1200 человек. В 1962 году Оппенгеймер также выступил с уидденскими лекциями в Университете Макмастера, они были изданы в виде книги «Летающая трапеция: три кризиса в физике» (The Flying Trapeze: Three Crises for Physicists) в 1964 году.

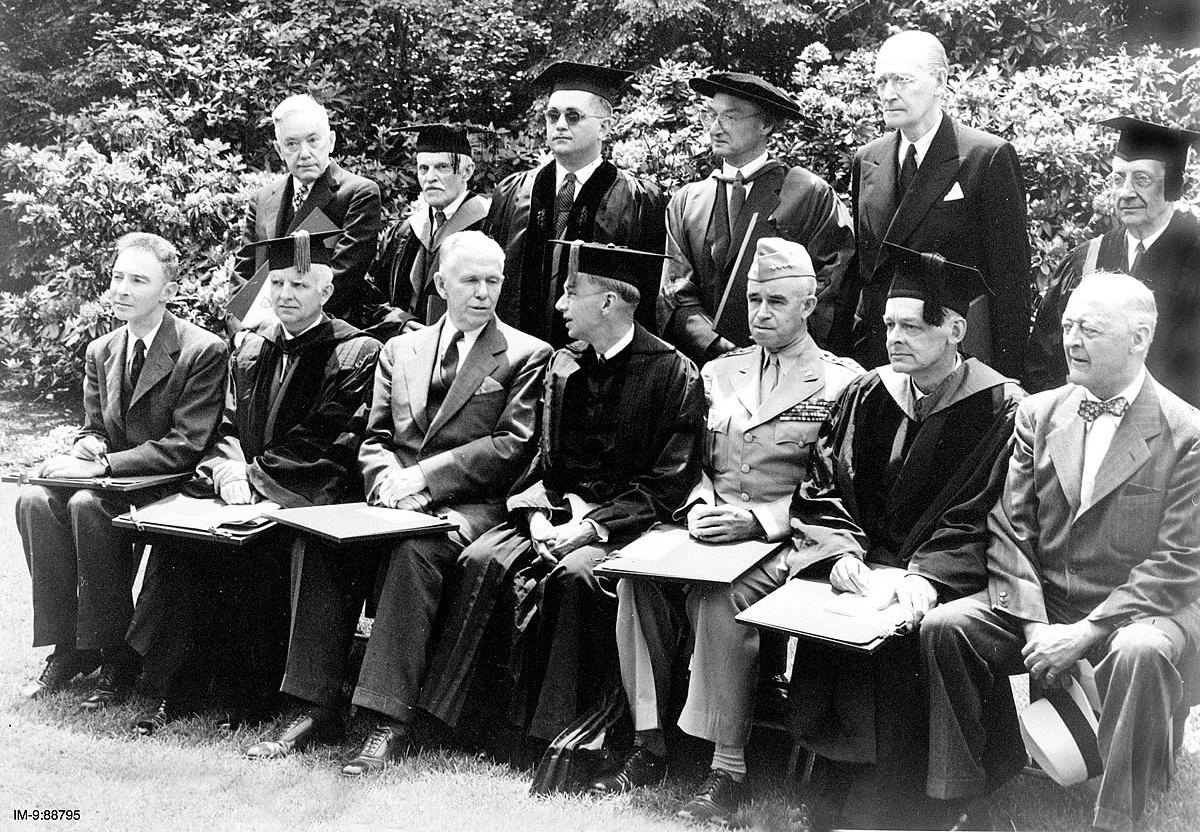
Присвоение почётных степеней от Гарвардского университета Оппенгеймеру (первый слева), Джорджу К. Маршаллу (третий слева) и Омару Н. Брэдли (пятый слева). Президент университета, Джеймс Б. Конант, — между Маршаллом и Брэдли.

Лишённый политического влияния, Оппенгеймер продолжал читать лекции, писать и работать в области физики. Он посетил Европу и Японию, выступая с лекциями на темы истории науки, роли науки в обществе, природы Вселенной. В сентябре 1957 года Франция сделала его офицером Ордена Почётного легиона, а 3 мая 1962 года он был избран Иностранным членом Лондонского королевского общества (Foreign Member of the Royal Society). В 1963 году по настоянию многочисленных друзей Оппенгеймера среди политиков, добившихся высоких постов, президент США Джон Кеннеди наградил учёного премией Энрико Ферми в знак политической реабилитации. Рекомендацию в пользу Оппенгеймера дал также и Эдвард Теллер, получивший эту премию годом ранее, в надежде, что это поможет преодолеть разлад между учёными. Однако, по мнению самого Теллера, это нисколько не смягчило ситуацию. Менее чем через неделю после убийства Кеннеди его преемник Линдон Джонсон вручил эту награду Оппенгеймеру «за вклад в теоретическую физику как учителя и автора идей, и за руководство Лос-Аламосской лабораторией и программой по атомной энергии в годы кризиса». Оппенгеймер сказал Джонсону: «Я полагаю, мистер президент, что от вас, возможно, потребовалось немало милосердия и мужества, чтобы вручить эту награду сегодня». Реабилитация, предполагаемая этим награждением, была отчасти символической, так как Оппенгеймер всё ещё не имел допуска к секретной работе и не мог влиять на официальный политический курс; но с премией причиталось не облагаемое налогом пособие размером 50 000 долларов, а сам факт её вручения вызвал недовольство многих видных республиканцев в Конгрессе. Вдова Кеннеди, Жаклин, ещё жившая в то время в Белом доме, посчитала своим долгом встретиться с Оппенгеймером и сказать ему, как сильно её муж хотел, чтобы учёный получил эту премию. В 1959 году голос Кеннеди, который тогда был только сенатором, стал переломным в голосовании, отклонившем кандидатуру противника Оппенгеймера, Льюиса Штраусса, желавшего занять должность министра торговли США; фактически это завершило его политическую карьеру. Это случилось отчасти благодаря заступничеству научного сообщества за Оппенгеймера.

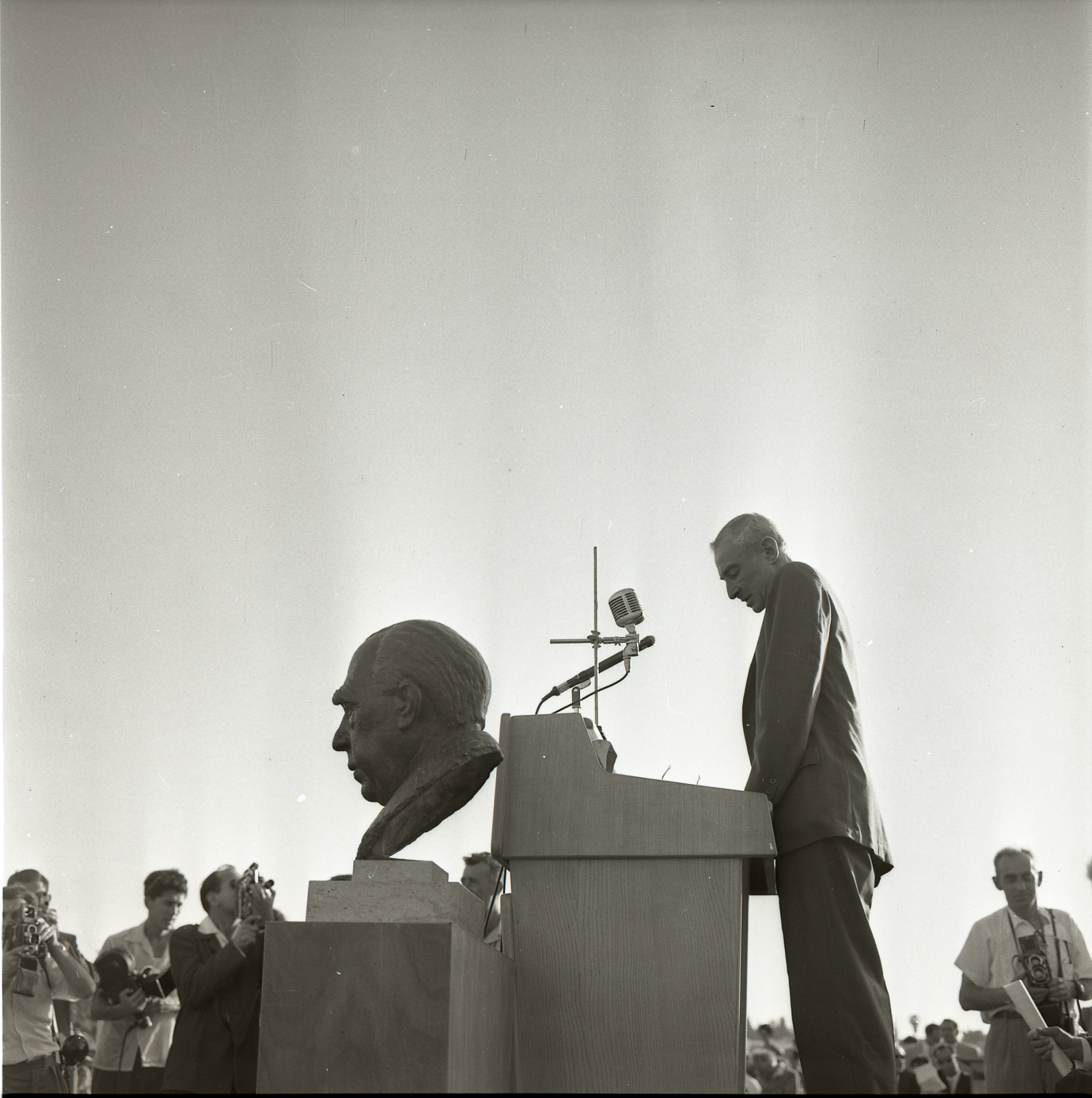
Оппенгеймер произносит речь во время визита в Израиль в 1966 году.

Оппенгеймер был заядлым курильщиком ещё с юности; в конце 1965 года у него обнаружили рак гортани и, после безрезультатной операции, в конце 1966 года он подвергся радио- и химиотерапии. Лечение не дало эффекта; 15 февраля 1967 года Оппенгеймер впал в кому и 18 февраля умер в своём доме в Принстоне (Нью-Джерси) в возрасте 62 лет. Поминальная служба прошла в Александровском Холле (Alexander Hall) Принстонского университета неделю спустя, на неё пришли 600 его ближайших коллег и друзей: учёных, политиков и военных — в том числе Бете, Гровс, Кеннан, Лилиенталь, Раби, Смит и Вигнер. Также присутствовали Фрэнк и остальные его родственники, историк Артур Мейер Шлезингер-младший, писатель Джон О’Хара и руководитель Нью-Йоркского балета Джордж Баланчин. Бете, Кеннан и Смит произнесли короткие речи, в которых отдавали дань достижениям умершего. Оппенгеймер был кремирован, его прах помещён в урну. Китти отвезла её на остров Сент-Джон и развеяла прах с борта катера над морем в пределах видимости их домика.
После смерти Китти Оппенгеймер, скончавшейся в октябре 1972 года от кишечной инфекции, осложнённой лёгочной эмболией, ранчо Оппенгеймера в Нью-Мексико унаследовал их сын Питер, а собственность на острове Сент-Джон перешла к их дочери Тони. Тони было отказано в допуске к секретной работе, который требовался для избранной ею профессии переводчика в ООН, после того как ФБР подняло старые обвинения против её отца. В январе 1977 года, через три месяца после расторжения её второго брака, она совершила самоубийство, повесившись в доме на побережье; свою собственность она завещала «населению острова Сент-Джон в качестве общественного парка и зоны отдыха». Дом, первоначально построенный слишком близко к морю, был разрушен ураганом; в настоящее время правительство Виргинских островов содержит на этом месте Общественный центр (Community Center).

## Наследие
Когда Оппенгеймер был снят со своего поста в 1954 году и потерял политическое влияние, для интеллигенции он символизировал наивность веры учёных в то, что они могут контролировать применение своих изобретений. Его также рассматривали как символ дилемм, касающихся моральной ответственности учёного в ядерном мире. По мнению исследователей, слушания по допуску к секретной работе были начаты как по политическим (из-за близости Оппенгеймера к коммунистам и предыдущей администрации), так и по личным соображениям, проистекавшим из его вражды с Льюисом Штрауссом. Формальным поводом для слушаний и той причиной, по которой Оппенгеймера причисляли к либеральной интеллигенции, было его сопротивление разработке водородной бомбы; однако оно объяснялось в равной мере как техническими, так и этическими соображениями. Как только технические проблемы были решены, Оппенгеймер поддержал проект Теллера по созданию новой бомбы, поскольку считал, что Советский Союз неизбежно создаст свою. Вместо того чтобы последовательно сопротивляться «охоте на красных» в конце 1940-х — начале 1950-х, Оппенгеймер давал показания против некоторых своих бывших коллег и студентов как перед слушаниями по допуску, так и во время них. Однажды его свидетельства, изобличающие бывшего студента Бернарда Питерса (Bernard Peters), частично просочились в прессу. Историки расценили это как попытку Оппенгеймера удовлетворить своих коллег в правительстве и, возможно, отвлечь внимание от собственных «левых» связей и связей своего брата. В конце концов это обернулось против самого учёного: если бы Оппенгеймер в действительности поставил под сомнение лояльность своего ученика, то данная им самим рекомендация Питерсу для работы в Манхэттенском проекте выглядела бы безрассудной или, по крайней мере, непоследовательной.

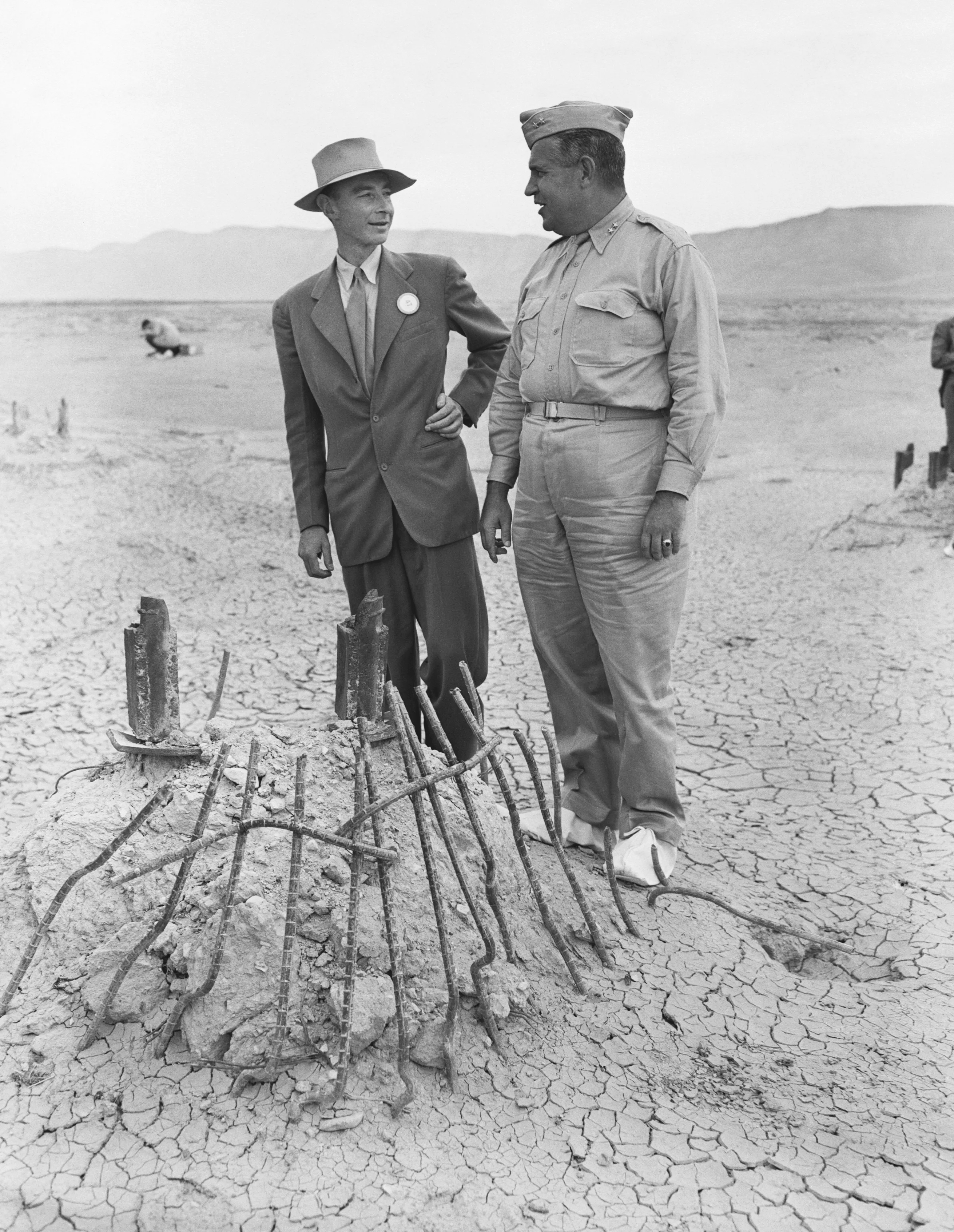
Оппенгеймер (слева) и Гровс (справа) на остатках башни после испытания «Тринити» в сентябре 1945 года. Белые галоши предотвращают попадание радиоактивных осадков на подошвы их обуви.

В популярных представлениях об Оппенгеймере его борьба во время слушаний рассматривается как столкновение между «правыми» милитаристами (которых символизировал Теллер) и «левой» интеллигенцией (которую представлял Оппенгеймер) по поводу этического вопроса — применения оружия массового уничтожения. Проблема ответственности учёных перед человечеством наложила отпечаток на пьесу «Физики» (1962) Фридриха Дюрренматта, по которой в 1988 году в СССР был снят одноимённый фильм, и стала основой для оперы «Атомный доктор» (2005) Джона Адамса, в которой Оппенгеймер, по замыслу автора идеи Памелы Розенберг (Pamela Rosenberg), представляется «Американским Фаустом». Пьеса «Дело Оппенгеймера» (1964) Хайнара Кипхардта (Heinar Kipphardt) после показа на восточногерманском телевидении была поставлена в театрах Берлина и Мюнхена в октябре 1964 года. Возражения Оппенгеймера по поводу этой пьесы вылились в переписку с Кипхардтом, в которой драматург предложил внести некоторые поправки, хотя и защищал своё произведение. Оппенгеймер был резко не согласен с его изображением. После прочтения расшифровки пьесы Кипхардта вскоре после начала её показов Оппенгеймер грозился преследовать автора в судебном порядке, раскритиковав «импровизации, которые были противоположны истории и характеру реальных людей». Позднее в интервью Оппенгеймер сказал:

Вся эта чёртова штука [его слушания по допуску] была фарсом, а эти люди пытаются увидеть во всём этом трагедию. …Я никогда не говорил, что сожалел об участии в создании бомбы на ответственном посту. Я сказал, что, возможно, он [Кипхардт] забыл о Гернике, Ковентри, Гамбурге, Дрездене, Дахау, Варшаве и Токио; но я — нет, и если он находит это таким трудным для понимания, ему следует написать пьесу о чём-нибудь другом.
Оригинальный текст (англ.)The whole damn thing was a farce, and these people are trying to make a tragedy out of it. ... I had never said that I had regretted participating in a responsible way in the making of the bomb. I said that perhaps he had forgotten Guernica, Coventry, Hamburg, Dresden, Dachau, Warsaw, and Tokyo; but I had not, and that if he found it so difficult to understand, he should write a play about something else.

Премьера пьесы в Нью-Йорке состоялась в июне 1968 года, уже после смерти самого учёного. Роль Оппенгеймера исполнил Джозеф Уайзмен. Театральный критик «Нью-Йорк Таймс» Клайв Барнс назвал её «яростной и предвзятой пьесой», которая защищает позицию Оппенгеймера, но представляет учёного как «трагического глупца и гения».
Телесериал Би-би-си под названием «Оппенгеймер» с Сэмом Уотерстоном в главной роли, вышедший в 1980 году, получил три награды BAFTA Television. Документальный фильм «День после Тринити» того же года об Оппенгеймере и создании атомной бомбы был номинирован на премию «Оскар» и выиграл премию Пибоди. В 1989 году на экраны вышел художественный фильм «Толстяк и Малыш», повествующий о создании первой атомной бомбы, в котором роль Оппенгеймера исполнил Дуайт Шульц. Помимо интереса у авторов художественной литературы, жизнь Оппенгеймера была описана в многочисленных биографиях, включая книгу «Оппенгеймер. Триумф и трагедия Американского Прометея» (2005) Кая Берда и Мартина Шервина, получившую Пулитцеровскую премию в категории «Биография или автобиография». В 2004 году в Университете Беркли прошли конференция и выставка, посвящённые 100-летию со дня рождения учёного, труды конференции были опубликованы в 2005 году в сборнике «Пересматривая Оппенгеймера: исследования и размышления по случаю 100-летнего юбилея» (Reappraising Oppenheimer: Centennial Studies and Reflections). Документы учёного хранятся в Библиотеке Конгресса.
Оппенгеймер-учёный запомнился своим ученикам и коллегам как блестящий исследователь и способный увлечь учитель, основатель современной теоретической физики в Соединённых Штатах. В силу того, что его научные интересы зачастую быстро менялись, он никогда не работал достаточно долго над одной темой, чтобы заслужить Нобелевскую премию, хотя, по мнению других учёных, о чём сказано выше, его исследования о чёрных дырах могли бы обеспечить её получение, проживи он подольше, чтобы увидеть плоды своих теорий, взращённые последующими астрофизиками. В его честь были названы астероид (67085) Оппенгеймер и кратер на Луне.
Как советник по общественной и военной политике, Оппенгеймер был технократическим лидером, способствовавшим изменению отношений между наукой и армией и появлению «большой науки». Участие учёных в военных исследованиях в период Второй мировой войны носило беспрецедентный характер. Из-за угрозы, которую представлял фашизм для западной цивилизации, они массово предлагали свою технологическую и организационную помощь военным усилиям союзников, что привело к появлению таких мощных средств, как радар, радиовзрыватель и исследование операций. Будучи культурным и интеллигентным физиком-теоретиком и став при этом дисциплинированным военным организатором, Оппенгеймер олицетворял отказ от образа «витающих в облаках» учёных и от идеи, что знания в таких экзотических областях, как строение атомного ядра, не найдут применения в реальном мире.
За два дня до испытания «Тринити» Оппенгеймер выразил свои надежды и страхи в стихе, который он перевёл с санскрита и процитировал Вэнивару Бушу:

В разгаре битвы, в лесу, в горном ущелье,

Посреди огромного тёмного моря, в гуще копий и стрел,

Когда спит, когда растерян, когда полон стыда,

Добрые дела, сделанные человеком прежде, защищают его.
Оригинальный текст (англ.)In battle, in the forest, at the precipice in the mountains,
On the dark great sea, in the midst of javelins and arrows,
In sleep, in confusion, in the depths of shame,
The good deeds a man has done before defend him.

## Личная жизнь

### Интерес к политике
На протяжении 1920-х годов Оппенгеймер не интересовался общественными делами. Он утверждал, что не читал газет, и не слушал радио, и узнал о падении курса акций на Нью-Йоркской бирже 1929 года лишь спустя некоторое время. Однажды он упомянул, что никогда не голосовал до президентских выборов 1936 года. Однако, начиная с 1934 года, он стал всё больше интересоваться политикой и международными отношениями. В 1934 году Оппенгеймер согласился жертвовать 3 процента от своей зарплаты, которая составляла около 3000 долларов в год, в поддержку немецких физиков, покидающих нацистскую Германию. Во время забастовки рыбаков Западного побережья в 1934 году Оппенгеймер и несколько его студентов, в том числе Мельба Филлипс и Роберт Сербер, присоединились к митингующим. Оппенгеймер периодически пытался получить для Сербера должность в Беркли, но его останавливал Бирдж, который полагал, что «одного еврея на факультете вполне достаточно».

### Семья

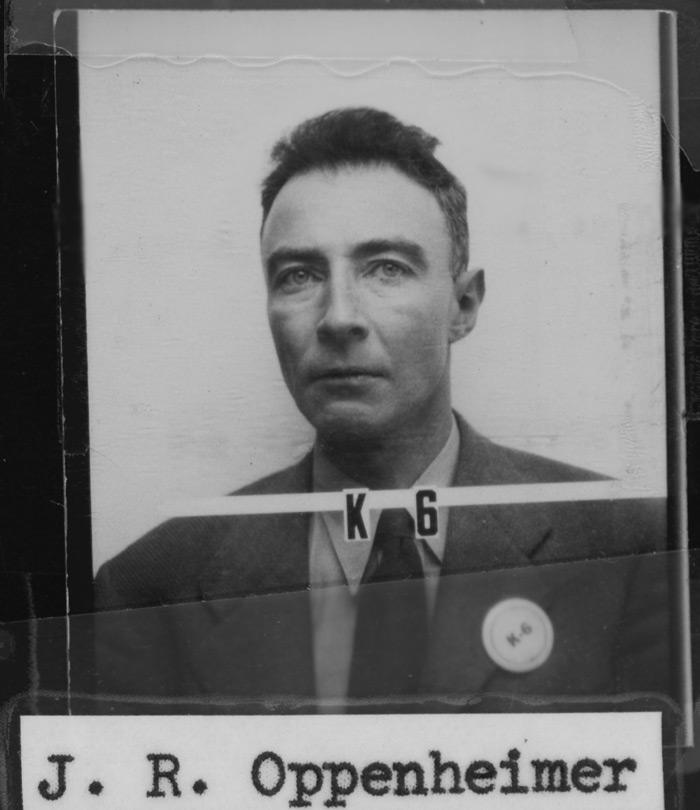
Фотография с лос-аламосского бейджа Оппенгеймера

Мать Оппенгеймера умерла в 1931 году, и он сблизился со своим отцом, который, проживая в Нью-Йорке, стал частым гостем в Калифорнии. Когда в 1937 году отец умер, передав Роберту и Фрэнку 392 602 доллара в наследство, Оппенгеймер немедленно написал завещание, предполагавшее передачу его имущества Университету Калифорнии на стипендии для аспирантов. Как многие молодые интеллектуалы, в 1930-е годы Оппенгеймер поддерживал социальные реформы, которые позже расценивались некоторыми как прокоммунистические. Он делал пожертвования многим прогрессивным проектам, которые позже, в период маккартизма, были заклеймены «левыми». Большая часть его якобы радикальных занятий представляла собой приём у себя сборщиков средств в поддержку Республиканского движения в Гражданской войне в Испании или другой антифашистской деятельности. Он никогда открыто не присоединялся к Коммунистической партии США, хотя и передавал деньги либеральным движениям через знакомых, которые, как предполагалось, были членами этой партии. В 1936 году Оппенгеймер увлёкся Джин Тэтлок, студенткой Медицинской школы Стэнфордского университета, дочерью профессора литературы в Беркли. Их объединяли схожие политические взгляды; Джин писала заметки в газету Western Worker, издаваемую Коммунистической партией.
Оппенгеймер расстался с Тэтлок в 1939 году. В августе того же года он встретил Кэтрин «Китти» Пьюнинг Харрисон (Katherine «Kitty» Puening Harrison), радикально настроенную студентку Университета Беркли и бывшую участницу Коммунистической партии. До этого Харрисон была замужем трижды. Её первый брак продлился всего несколько месяцев. Второй её муж, Джо Даллет, активный участник Коммунистической партии, был убит во время Гражданской войны в Испании. Китти возвратилась в Соединённые Штаты, где получила степень бакалавра гуманитарных наук по ботанике в Университете Пенсильвании. В 1938 году она вступила в брак с Ричардом Харрисоном, терапевтом и медиком-исследователем. В июне 1939 года Китти и её муж переехали в Пасадину (Калифорния), где он стал заведующим радиологическим отделением местной больницы, а она поступила в магистратуру Калифорнийского университета в Лос-Анджелесе. Оппенгеймер и Китти устроили скандал, проведя ночь наедине друг с другом после одной из вечеринок Толмена. Лето 1940 года она провела с Оппенгеймером на его ранчо в Нью-Мексико. Наконец, когда она обнаружила, что беременна, она попросила Харрисона о разводе. Когда он отказался, она получила разрешение на немедленный развод в Рино (Невада), и 1 ноября 1940 года они с Оппенгеймером поженились.
Их первый ребёнок, Питер, родился в мае 1941 года, а второй, Кэтрин «Тони», — 7 декабря 1944 года в Лос-Аламосе (Нью-Мексико). Даже после свадьбы Оппенгеймер продолжал отношения с Джин Тэтлок. Позже их непрерванная связь послужила предметом рассмотрения на слушании по допуску к секретной работе — из-за сотрудничества Тэтлок с коммунистами. Многие из близких друзей Оппенгеймера были активистами Коммунистической партии в 1930-х или 40-х годах, в том числе его брат Фрэнк, жена Фрэнка Джеки, Джин Тэтлок, его домовладелица Мэри Эллен Уошбёрн и некоторые его аспиранты в Беркли. Его жена, Китти, также имела отношение к Компартии, более того, П. А. Судоплатов в своих воспоминаниях называет её «спецагентом-нелегалом» советской разведки, выделенным для связи с Оппенгеймером.

### Связи с Коммунистической партией США
Когда в 1942 году Оппенгеймер присоединился к Манхэттенскому проекту, он написал в личной анкете по допуску, что бывал «членом почти каждой подставной коммунистической организации на Западном побережье». 23 декабря 1953 года, когда Комиссия США по атомной энергии рассматривала вопрос об отмене его допуска к секретной работе, Оппенгеймер заявил, что не помнит, чтобы говорил что-то подобное, что это неправда и что если он и сказал что-то похожее, то это было «полушутливое преувеличение». Он был подписчиком на People's World, печатный орган Коммунистической партии, и свидетельствовал в 1954 году: «Я был связан с коммунистическим движением». С 1937 и до 1942 года, в разгар «Большого террора» и после заключения договора о ненападении между Германией и СССР, Оппенгеймер был членом, по его выражению, «группы по интересам» в Беркли, которая позже была названа постоянными участниками Хоконом Шевалье и Гордоном Гриффитсом (Gordon Griffiths) «закрытым» (секретным) подразделением Коммунистической партии США на факультете Беркли. Также, Оппенгеймер являлся членом профсоюза FAECT, который, по утверждению члена Палаты представителей Мартина Дайса, «находился под полным контролем Коммунистической партии».
Федеральное бюро расследований (ФБР) установило, что Дж. Роберт Оппенгеймер посещал собрание в доме Хаакона Шевалье (открыто относившего себя к коммунистам), которое осенью 1940 года, во время пакта Молотова — Риббентропа, устроили председатель Коммунистической организации штата Калифорния Уильям Шнейдерман и посредник между Компартией США и НКВД на Западном побережье Исаак Фолкофф. Вскоре после этого ФБР занесло Оппенгеймера в список CDI — лиц, подлежащих аресту в случае национальной угрозы, — с пометкой: «Националистическая склонность: коммунист». Споры о членстве Оппенгеймера в КП США или отсутствии такового зарываются в мелкие детали; почти все историки сходятся на том, что он сильно симпатизировал социалистам в этот период, а также взаимодействовал с членами Партии; но однозначно ответить на вопрос, был ли Оппенгеймер сам официальным членом Партии, на текущий момент нельзя. Некоторые источники утверждают, что до 1942 года он состоял в её негласном штате и даже платил членские взносы. На слушании по допуску к секретной работе в 1954 году он отрицал, что входит в партию, но назвал себя «попутчиком» — этим словом он определил того, кто согласен со многими целями коммунизма, но который не обязан слепо следовать приказам аппарата любой коммунистической партии.

### Знание языков
Оппенгеймер кроме английского, знал следующие языки: на высоком уровне владел немецким (учился в Германии у Борна), нидерландским (даже мог провести небольшие лекции по теоретической физике на нем), французским, немного китайским. Успешно изучал санскрит (начал изучение с того, что читал и переводил со священных индуистских текстов).

## Образ в кино
- В художественном фильме «Выбор цели» 1974 года режиссёра Игоря Таланкина — Сергей Юрский.
- В мини-сериале «Оппенгеймер[англ.]» 1980 года режиссёра Барри Дэвиса — Сэм Уотерстон[220].
- В документально-игровом фильме «Осуждение Дж. Роберта Оппенгеймера» 2008 года режиссёра Дэвида Грубина[англ.] — Дэвид Стрэтэйрн[221][222].
- В биографическом фильме «Оппенгеймер» 2023 года режиссёра Кристофера Нолана — Киллиан Мерфи[223].
- В документальном фильме «Покончить со всеми войнами: Оппенгеймер и атомная бомба» (2023) режиссёра Кристофера Касселя[224].

## Комментарии
1. ↑  Значение «Дж» (англ. J) в имени «Дж. Роберт Оппенгеймер» остаётся предметом разногласий. Историки Элис Кимболл Смит (Alice Kimball Smith) и Чарльз Вейнер (Charles Weiner) подводят в своём труде «Роберт Оппенгеймер: Письма и мемуары» (Robert Oppenheimer: Letters and recollections), на странице 1, такое общее мнение биографов: «Мы никогда полностью не узнаем, означает ли „Дж“ в имени Роберта „Джулиус“ или, как сказал однажды сам Оппенгеймер, не означает ничего. Его брат Фрэнк предполагает, что это „Дж“ было символическим, в дань традиции называть старшего сына именем Отца, но в то же время знаком того, что родители не хотели, чтобы у сына была приставка „-младший“». Не в обычаях еврейского народа называть детей в честь живых родителей. В книге Питера Гудчайлда (Peter Goodchild) «Дж. Роберт Оппенгеймер: разрушитель миров» (J. Robert Oppenheimer: Shatterer of Worlds) говорится, что отец Роберта, Джулиус, добавил «пустой» инициал, чтобы придать имени Роберта особое отличие; но в книге Гудчайлда нет сносок, поэтому источник этого заявления неизвестен. Утверждение самого Роберта, что «Дж» не означает ничего, взято из автобиографического интервью, проведённого Томасом С. Куном 18 ноября 1963 года, которое в данный момент находится в Архиве по истории квантовой физики. Собирая данные на Оппенгеймера в 1930-х и 40-х годах, ФБР само было сбито с толку этим «Дж», решив, что оно, вероятно, обозначает «Джулиус» или «Джером». С другой стороны, в свидетельстве о рождении Оппенгеймера значится «Джулиус Роберт Оппенгеймер».
2. ↑  Фамилия Oppenheimer в английском языке читается как /oʊpənˈhaɪmər/, опенхаймер
3. 1 2  Оппенгеймер сказал эти слова в телевизионном документальном фильме «Решение взорвать бомбу» (The Decision to Drop the Bomb, 1965)[9]. Он сначала произнёс оригинал на санскрите, а затем — свой перевод. В его переводе: Now, I am become Death, the destroyer of worlds; обычно переводят не destroyer, а shatterer. Впервые в печати эта фраза появилась в Time за 8 ноября 1948 года[10]. Позже она была процитирована в книге Роберта Юнга «Ярче тысячи солнц. Повествование об ученых-атомниках» 1958 года[11][12], в основу которой было положено интервью с Робертом Оппенгеймером[13]. Сказав «Я — смерть», Оппенгеймер последовал здесь за своим учителем санскрита, Артуром Райдером, и отступил от канонического перевода Бхагавадгиты: «Я — время». Такой вариант имеет повод для существования и редко, но встречается[14].
4. ↑  Примерное местоположение дома Оппенгеймеров: 40°47′28″ с. ш. 73°58′46″ з. д.HGЯO.
5. ↑  В оригинале: «I need physics more than friends».
6. ↑  Примерное месторасположение ранчо: 35°48′57″ с. ш. 105°38′54″ з. д.HGЯO.
7. ↑  В оригинале: physics and desert country … two great loves; «страной пустынь» или «краем пустынь» (англ. desert country) называют пустынные районы между горами тихоокеанского побережья и Скалистыми горами.
8. ↑  Здесь и далее в статье под аспирантами будут пониматься студенты-последипломники (graduate students), закончившие бакалавриат и продолжающие обучение в магистратуре или пишущие диссертацию на степень доктора философии (PhD).
9. ↑  Расходимости — это общее название проблем, существовавших в квантовой теории поля, заключающееся в том, что некоторые интегралы, появляющиеся в теории, расходятся, т. е. приобретают математически некорректные, бесконечные значения (см. например: Ультрафиолетовая расходимость)[53].
10. ↑  В оригинале: «His physics was good, but his arithmetic awful».
11. ↑  В оригинале: «overweening ambition».
12. ↑  В оригинале: «a real stroke of genius on the part of General Groves, who was not generally considered to be a genius».
13. ↑  Выбранное положение лаборатории (бывшей фермерской школы): 35°52′54″ с. ш. 106°17′54″ з. д.HGЯO.
14. ↑  Место «Тринити»: 33°40′38″ с. ш. 106°28′31″ з. д.HGЯO.
15. ↑  В оригинале: «It worked.»
16. ↑  В оригинале: «less important than electronic devices but more important than, let us say, vitamins».
17. ↑  В оригинале: «based upon years of study, of the available classified evidence, that more probably than not J. Robert Oppenheimer is an agent of the Soviet Union».
18. ↑  В оригинале: «I know Oppenheimer as an intellectually most alert and very complicated person».
19. ↑  В оригинале: «cock and bull story», то есть нелепый, невероятный рассказ; дословно «сказка про петушка да бычка».
20. ↑  В оригинале: «was an idiot».
21. ↑  В оригинале: «if you don’t want to consult the guy, you don’t consult him».
22. ↑  В оригинале: In England, Oppenheimer would have been knighted.
23. 1 2  Место «Пляжа Оппенгеймера» (Oppenheimer Beach): 18°20′59″ с. ш. 64°46′38″ з. д.HGЯO.
24. ↑  В оригинале: The purposes of this country in the field of foreign policy cannot in any real or enduring way be achieved by coercion.
25. ↑  В оригинале: «for contributions to theoretical physics as a teacher and originator of ideas, and for leadership of the Los Alamos Laboratory and the atomic energy program during critical years».
26. ↑  В оригинале: «I think it is just possible, Mr. President, that it has taken some charity and some courage for you to make this award today».
27. ↑  В оригинале: «the people of St. John for a public park and recreation area».
28. ↑  В оригинале: improvisations which were contrary to history and to the nature of the people involved.
29. ↑  В оригинале: angry play and a partisan play … tragic fool and genius.
30. ↑  Источник стиха, с которого Оппенгеймер выполнил этот перевод, неизвестен; популярное предположение о том, что это слова из Бхагавадгиты, на самом деле неверно
31. ↑  В оригинале: one Jew in the department was enough.
32. ↑  В оригинале: «a member of just about every Communist Front organization on the West Coast».
33. ↑  В оригинале: «a half-jocular overstatement».
34. ↑  В оригинале: I was associated with the Communist movement.
35. ↑  В оригинале: discussion group.
36. ↑  в 1940 году внешняя разведка осуществлялась ГУГБ НКВД СССР, см. статьи: История советских органов госбезопасности и Первое главное управление КГБ СССР.
37. ↑  В оригинале: «Nationalistic Tendency: Communist».

### На русском
- Горелик Г. Е. Параллели между перпендикулярами: Андрей Сахаров, Эдвард Теллер, Роберт Оппенгеймер // Вопросы истории естествознания и техники. — 2002. — № 2. — С. 300—312.  (Дата обращения: 11 апреля 2011)
- Гровс Л. [lib.ru/MEMUARY/MANHATTEN/grove.txt Теперь об этом можно рассказать] = Groves Leslie R. Now it can be Told. The story of Manhattan project / Пер. О. П. Бегичева. — М.: Атомиздат, 1964.
- Лота В. ГРУ и атомная бомба. — М.: ОЛМА-ПРЕСС, 2002. — 384 с. — ISBN 5-224-03677-1.
- Рузе М. Роберт Оппенгеймер и атомная бомба = Michel Rouze. Robert Oppenheimer et la bombe atomique / Сокращённый перевод с французского Т. Е. Гнединой и А. Н. Соколова. — М.: Госатомиздат, 1963. — 152 с. — 115 000 экз.
- Судоплатов П. А. Разные дни тайной войны и дипломатии. 1941 год. — М.: ОЛМА-ПРЕСС, 2005. — 381 с. — ISBN 5-224-04960-1.
- Храмов Ю. А. Оппенгеймер Роберт (Oppenheimer Julius Robert) // Физики : Биографический справочник / Под ред. А. И. Ахиезера. — Изд. 2-е, испр. и доп. — М. : Наука, 1983. — С. 202—203. — 400 с. — 200 000 экз.
- Юнг Р. Ярче тысячи солнц. Повествование об ученых-атомниках = Jungk, Robert. Brighter than a Thousand Suns: a Personal History of the Atomic Scientists / Пер. В. Н. Дурнев. — М.: Госатомиздат, 1961. — 280 с. — 100 000 экз.

### На английском
Книги:
- Bethe Hans. The Road from Los Alamos. — New York: Springer Science+Business Media, 1991. — 286 p. — ISBN 0-88318-707-8.
- Bird Kai, Sherwin Martin J. American Prometheus: The Triumph and Tragedy of J. Robert Oppenheimer. — New York: Alfred A. Knopf, 2005. — 736 p. — ISBN 0-375-41202-6.
- Cassidy David. J. Robert Oppenheimer and the American Century. — New York: Pi Press, 2005. — 480 p. — ISBN 0-13-147996-2.
- Conant Jennet. 109 East Palace: Robert Oppenheimer and the Secret City of Los Alamos. — New York: Simon & Schuster, 2005. — 448 p. — ISBN 0-7432-5007-9.
- Feldman Burton. The Nobel Prize: A History of Genius, Controversy, and Prestige. — New York: Arcade Publishing, 2000. — 489 p. — ISBN 1-55970-537-0.
- Groves Leslie. Now it Can be Told: The Story of the Manhattan Project. — New York: Harper & Brother's, 1962.
- Haynes John Earl, Klehr Harvey. Early Cold War Spies: The Espionage Trials that Shaped American Politics. — Cambridge, Massachusetts: Cambridge University Press, 2006. — 264 p. — ISBN 0-521-67407-7.
- Herken Gregg. Brotherhood of the Bomb: The Tangled Lives and Loyalties of Robert Oppenheimer, Ernest Lawrence, and Edward Teller. — New York: Henry Holt and Company, 2002. — 464 p. — ISBN 0-8050-6588-1.
- Hewlett Richard G., Anderson Oscar E. Volume I. The New World. 1939—1946. — University Park, Pennsylvania: Pennsylvania State University Press, 1962. — Vol. 1. — 781 p. — (A History of the United States Atomic Energy Commission). — ISBN 0-520-07186-7.
- Hewlett Richard G., Duncan Francis. Volume II. Atomic Shield. 1947—1952. — University Park, Pennsylvania: Pennsylvania State University Press, 1969. — 736 p. — (A History of the United States Atomic Energy Commission). — ISBN 0-520-07187-5.
- Hoddeson Lillian, Henriksen Paul W., Meade Roger A., Westfall Catherine L. Critical Assembly: A Technical History of Los Alamos During the Oppenheimer Years, 1943–1945. — New York: Cambridge University Press, 1993. — 527 p. — ISBN 0-521-44132-3.
- Jones Vincent. Manhattan: The Army and the Atomic Bomb. — Washington, D. C.: United States Army Center of Military History, 1985. — 660 p.
- Jungk Robert. Brighter than a Thousand Suns: a Personal History of the Atomic Scientists. — New York: Harcourt Brace, 1958. — 369 p. — ISBN 0-15-614150-7.
- Kelly Cynthia C. Oppenheimer and the Manhattan Project: Insights into J. Robert Oppenheimer, "Father of the Atomic Bomb". — Hackensack, New Jersey: World Scientific, 2006. — 173 p. — ISBN 981-256-418-7.
- Klehr Harvey, Haynes John Earl, Vassiliev Alexander. Spies: The Rise and Fall of the KGB in America. — New Haven, Conn.: Yale University Press, 2009. — 704 p. — ISBN 978-0-300-12390-6.
- Mehra J., Rechenberg H. The Completion of Quantum Mechanics, 1926—1941. — New York: Springer-Verlag, 2001. — Vol. 6. — 1612 p. — (The Historical Development of Quantum Theory). — ISBN 0-387-95086-9.
- Pais Abraham. J. Robert Oppenheimer: A Life. — Oxford: Oxford University Press, 2006. — 400 p. — ISBN 0-19-516673-6.
- Polenberg Richard. In the Matter of J. Robert Oppenheimer: The Security Clearance Hearing. — Ithaca, New York: Cornell University, 2002. — 448 p. — ISBN 0-8014-3783-0.
- Poolos J. The Atomic Bombings of Hiroshima and Nagasaki. — Chelsea House Publications, 2008. — 128 p. — ISBN 0-791-09738-2.
- Rhodes Richard. The Making of the Atomic Bomb. — New York: Simon & Schuster, 1986. — 928 p. — ISBN 0-671-44133-7.
- Smith Alice Kimball, Weiner Charles. Robert Oppenheimer: Letters and recollections. — Cambridge, Massachusetts: Harvard University Press, 1980. — 400 p. — ISBN 0-8047-2620-5.
- Stern Philip M. The Oppenheimer Case: Security on Trial. — New York: Harper & Row, 1969. — 591 p.
- Strout Cushing. Conscience, Science and Security: The Case of Dr. J. Robert Oppenheimer. — Chicago, Illinois: Rand McNally, 1963. — 58 p.
- Szasz Ferenc M. The Day the Sun Rose Twice. — Albuquerque, New Mexico: University of New Mexico Press, 1984. — 233 p. — ISBN 0-8263-0767-1.
- Teller E., Schoolery J. Memoirs: A Twentieth-Century Journey in Science and Politics. — Basic Books, 2002. — 640 p. — ISBN 978-073820778-0.
- Wolverton Mark. A Life in Twilight: The Final Years of J. Robert Oppenheimer. — New York: St. Martin's Press, 2008. — ISBN 0-312-37440-2.

Статьи:
- Bethe Hans. J. Robert Oppenheimer 1904—1967 (англ.) // Biographical Memoirs. — Washington, D.C.: United States National Academy of Sciences, 1997. — Vol. 71. — P. 175—218. Архивировано 29 июня 2011 года.
- Carson, Cathryn. Introduction (англ.) // Reappraising Oppenheimer: Centennial Studies and Reflections  / Eds.: Carson Cathryn, Hollinger David A.. — Berkeley, California: Office for History of Science and Technology, Univ. of California, 2005. — P. 1—10. — ISBN 0-9672617-3-2.
- Hijiya James A. The Gita of Robert Oppenheimer (англ.) // Proceedings of the American Philosophical Society. — 2000. — Vol. 144, iss. 2. Архивировано из оригинала 11 июня 2011 года.
- Hollinger David A. Afterward (англ.) // Reappraising Oppenheimer: Centennial Studies and Reflections  / Eds.: Carson Cathryn, Hollinger David A.. — Berkeley, California: Office for History of Science and Technology, Univ. of California, 2005. — P. 385—390. — ISBN 0-9672617-3-2.
- Hufbauer Karl. J. Robert Oppenheimer's Path to Black Holes (англ.) // Reappraising Oppenheimer: Centennial Studies and Reflections  / Eds.: Carson Cathryn, Hollinger David A.. — Berkeley, California: Office for History of Science and Technology, Univ. of California, 2005. — P. 31—47. — ISBN 0-9672617-3-2.
- Polenberg Richard. The fortunate fox (англ.) // Reappraising Oppenheimer: Centennial Studies and Reflections  / Eds.: Carson Cathryn, Hollinger David A.. — Berkeley, California: Office for History of Science and Technology, Univ. of California, 2005. — P. 267—272. — ISBN 0-9672617-3-2.
- Rhodes Richard. 'I Am Become Death...': The Agony of J. Robert Oppenheimer (англ.) // American Heritage. — 1977. Архивировано 7 мая 2006 года.
- Thorpe, Charles. Disciplining Experts: Scientific Authority and Liberal Democracy in the Oppenheimer Case (англ.) // Social Studies of Science. — 2002. — Vol. 32, iss. 4. — P. 525—562. — doi:10.1177/0306312702032004002.

Электронные ресурсы:
- United States Atomic Energy Commission. In The Matter of J. Robert Oppenheimer (англ.). Lillian Goldman Law Library (29 июня 1954). Дата обращения: 25 марта 2011. Архивировано 19 августа 2011 года.